# 2013年のアメリカ合衆国
2013年のアメリカ合衆国 （2013ねんのアメリカがっしゅうこく）では、2013年のアメリカ合衆国に関する出来事について記述する。

## 国家元首等
- 大統領
  - 第44代: バラク・オバマ （民主党、2009年1月20日 - 2017年1月20日)
- 副大統領
  - 第47代: ジョー・バイデン （民主党、2009年1月20日 - 2017年1月20日)
- 最高裁判所長官
  - 第17代: ジョン・ロバーツ （2005年9月29日 - ）
- 下院議長
  - 第61代: ジョン・ベイナー （共和党、2011年1月5日 – 2015年10月29日）
- 上院多数党院内総務
  - 第21代: ハリー・リード （民主党、2007年1月3日 – 2015年1月3日）

## できごと

### 通年
- 2013年アメリカ合衆国選挙（英語版）
- 2013年アメリカ合衆国週末興行成績1位の映画一覧（英語版）
- アフガニスタン紛争 (2001年-2021年)

### 1月
- 1月6日 - 2012-13シーズンのNHLロックアウト（英語版）が114日目で終了[1]。
- 1月21日 - 2013年バラク・オバマ大統領就任式（英語版）

### 2月
- 2月3日 - 第47回スーパーボウルでボルチモア・レイブンズがサンフランシスコ・フォーティナイナーズをスコア34-31で破って12年ぶり2度目の優勝。MVPはレイブンズのジョー・フラッコ[2]。
- 2月24日 - 第85回アカデミー賞
  - 作品賞はベン・アフレック監督による『アルゴ』

### 3月
- 3月14日 - 2013 ワールド・ベースボール・クラシック 2組の2回戦でアメリカ代表がドミニカ共和国代表にスコア1-3で敗れて敗退、最終順位は6位だった。

### 4月
- 4月5日 - 2013年ピューリッツァー賞
- 4月15日 - ボストンマラソン爆弾テロ事件で4人が死亡、200人以上が負傷。
- 4月17日 - テキサス州肥料工場爆発事故で15人が死亡、300人以上が負傷。

### 5月
- 5月3日 - 映画『アイアンマン3』が公開され、後に興行収入が12億ドルを超えた。
- 5月4日 - 2013年ケンタッキーダービー（英語版）でオーブ（騎手：ジョエル・ロサリオ）が優勝[3]。
- 5月20日 - 2013年ムーア竜巻で24人が死亡、200人以上が負傷。

### 6月
- 6月5日 - ペンシルベニア州フィラデルフィアで解体工事中の建物が隣接するリサイクルショップに倒壊し、6人が死亡、14人が負傷[4]。
- 6月20日 - 2013年のNBAファイナル（英語版）でマイアミ・ヒートがサンアントニオ・スパーズを4勝3敗で破って2年連続3度目の優勝。MVPは2年連続2度目のヒートのレブロン・ジェームズ[5]。
- 6月24日 - NHL・2013年のスタンリーカップファイナル（英語版）でシカゴ・ブラックホークスがボストン・ブルーインズを4勝2敗で破って3年ぶり5度目の優勝、コーン・スマイス賞（MVP）はブラックホークスのパトリック・ケイン[6]。

### 7月
- 7月6日 - アシアナ航空214便着陸失敗事故で3人が死亡、180人が負傷。
- 7月7日 - アラスカ州ソルドトナ空港（英語版）で水上飛行機が墜落し、乗っていた10人全員が死亡[7]。
- 7月19日～8月4日 - 2013年世界水泳選手権
  - 2013年世界水泳選手権アメリカ合衆国選手団（英語版）

### 8月
- 8月10日～18日 - 2013年世界水泳選手権
  - 2013年世界陸上競技選手権大会アメリカ合衆国選手団（英語版）
  - ライアン・ロクテが男子200メートル背泳ぎで3連覇[8]
- 8月14日 - UPS航空1354便墜落事故で乗員2人全員が死亡。
- 8月24日 - ハリケーン・カトリーナがフロリダ半島に上陸し、その後1300人以上が死亡。
- 8月26日～9月9日 - 2013年全米オープン (テニス)
  - アメリカ人では女子シングルスでセリーナ・ウィリアムズが2年連続5度目の優勝。

### 9月
- 9月16日 - ワシントン海軍工廠銃撃事件で12人が死亡。
- 9月18日 - ハリケーン・リタが発生し、その後100人以上が死亡。

### 10月
- 10月16日 - ハリケーン・ウィルマが発生し、その後50人以上が死亡。
- 10月30日 - MLB・2013年のワールドシリーズでボストン・レッドソックスがセントルイス・カージナルスを4勝2敗で破り、6年ぶり8度目の優勝。MVPはレッドソックスのデビッド・オルティーズ（ ドミニカ共和国）[9]。

### 11月
- 11月27日 - 映画『アナと雪の女王』が公開され、後に興行収入が12億ドルを超えた。

## 誕生
- 6月15日 - ノース・ウェスト（英語版）：歌手、女優

## 死去

### 1月

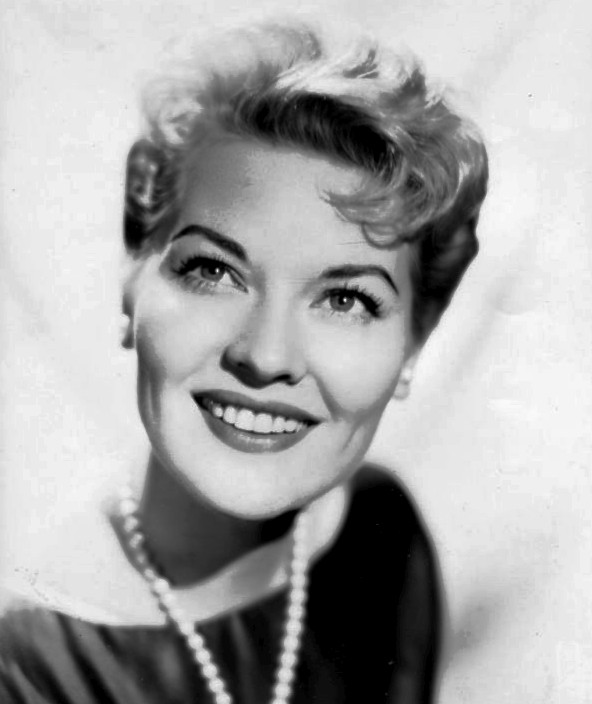
パティ・ペイジ

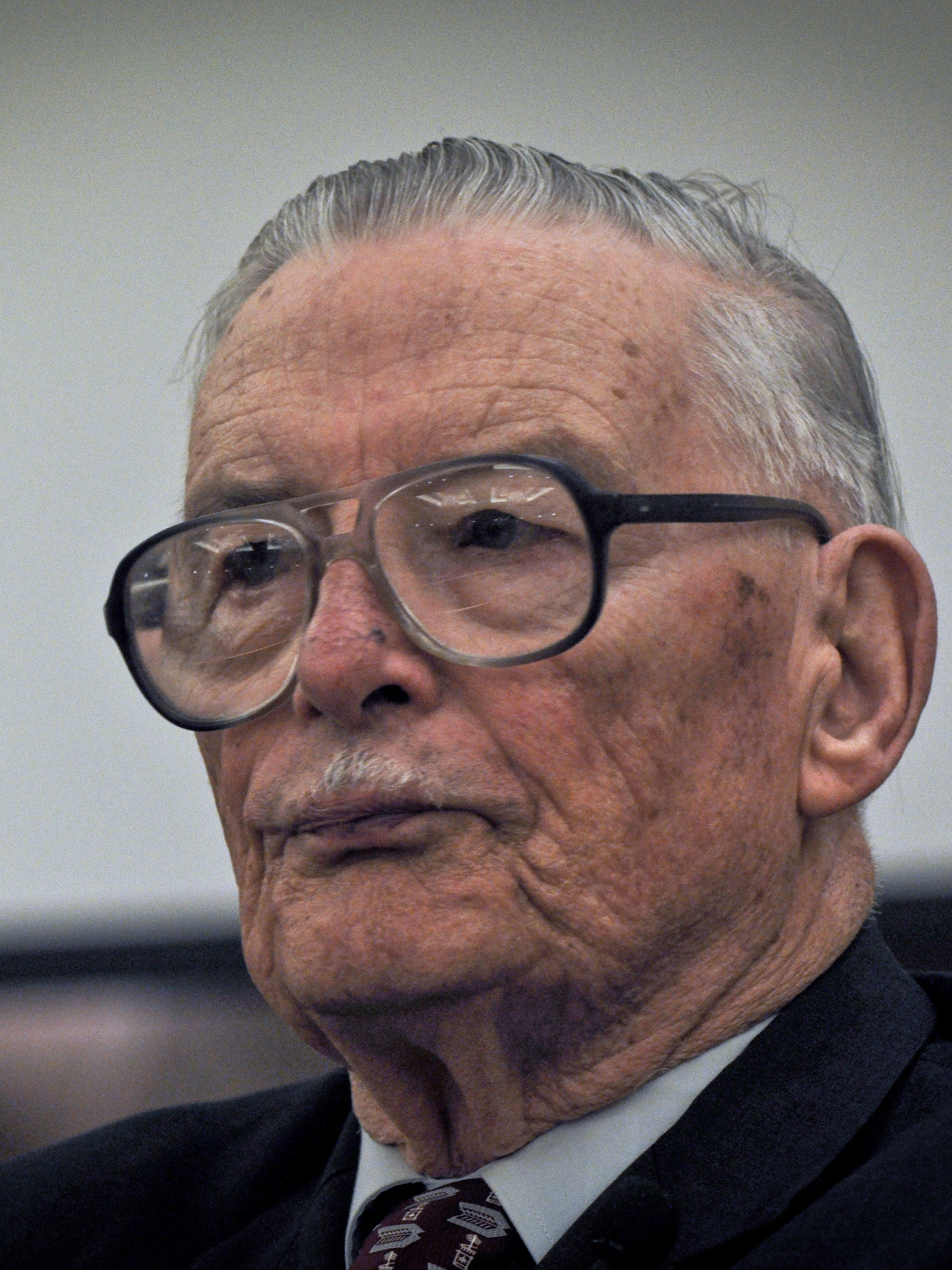
ジェームズ・M・ブキャナン

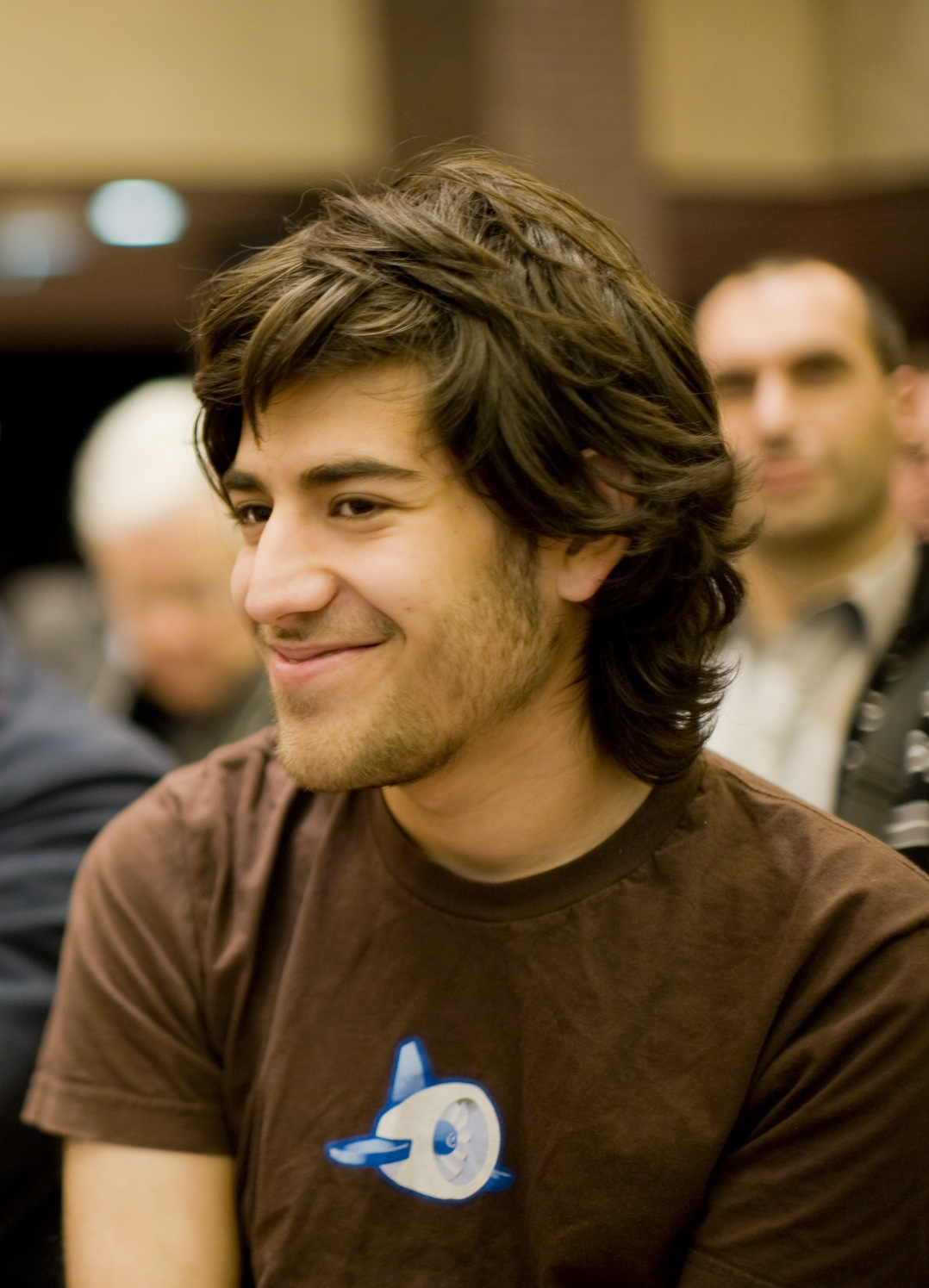
アーロン・スワーツ

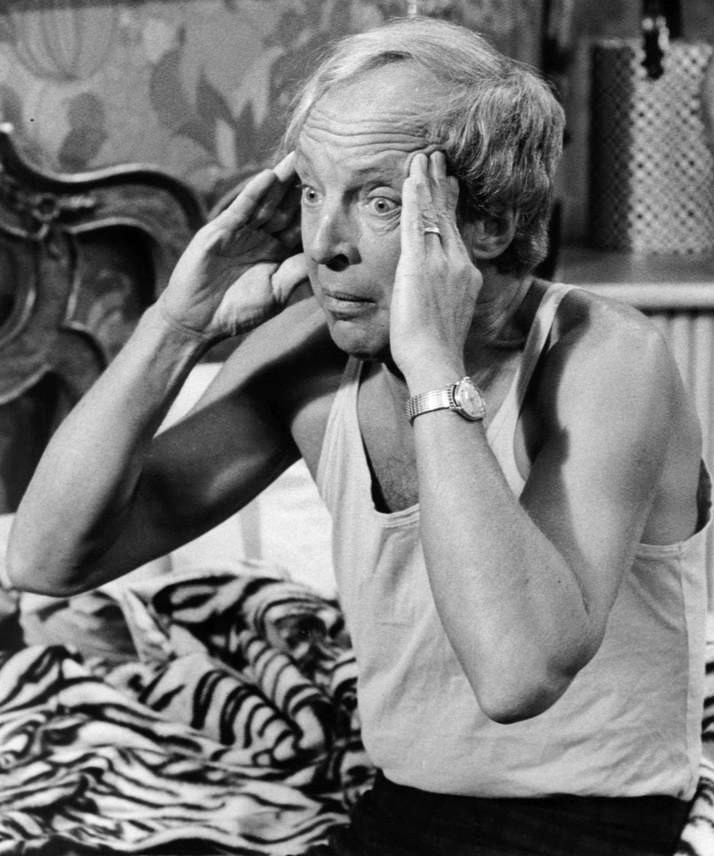
コンラッド・ベイン

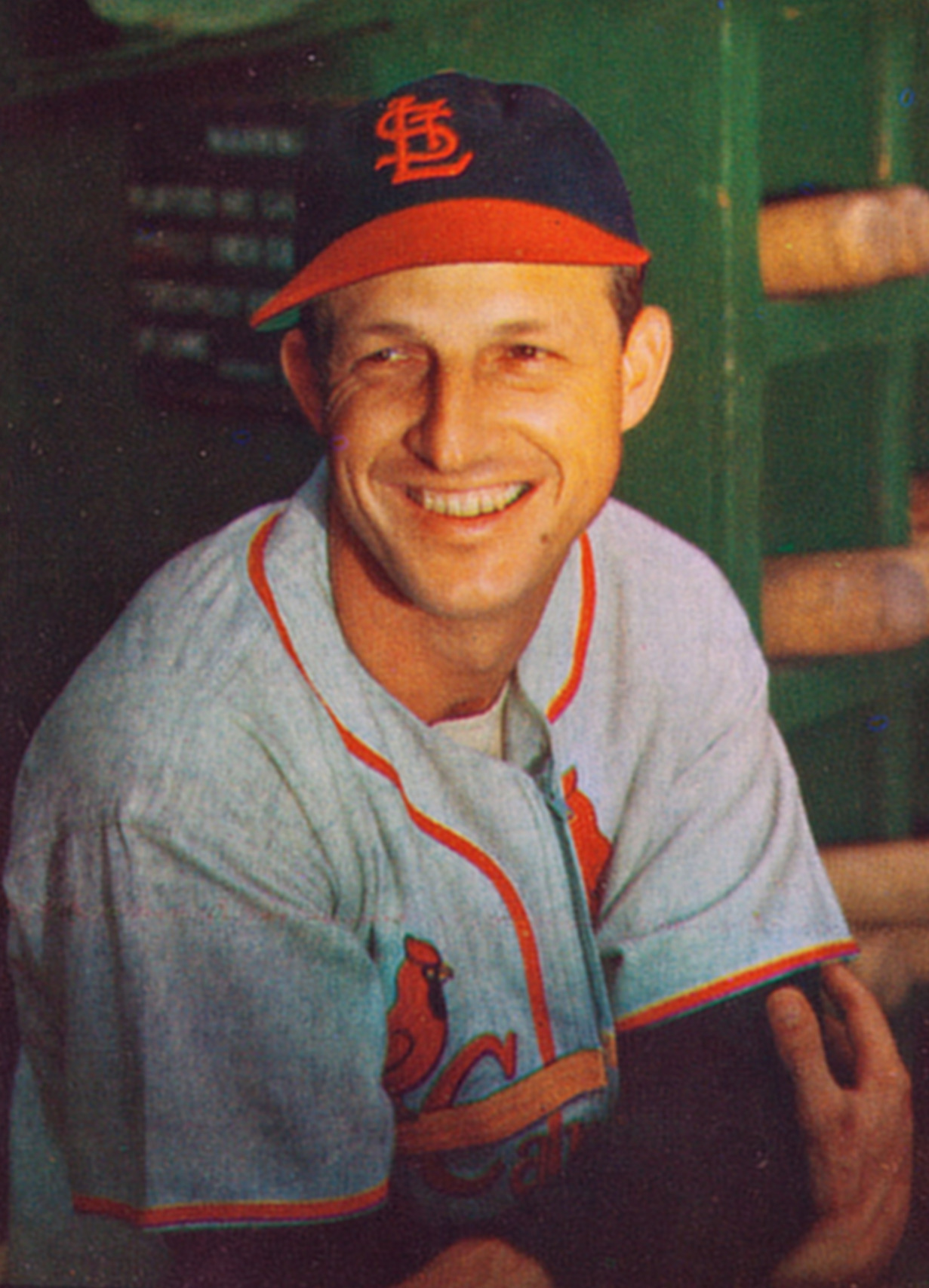
スタン・ミュージアル

- 1月1日 - パティ・ペイジ：歌手（* 1927年）
- 1月7日 - デヴィッド・エリス：映画監督（* 1952年）
- 1月9日 - ジェームズ・M・ブキャナン：経済学者、1986年にノーベル経済学賞受賞（* 1919年）
- 1月11日 - アーロン・スワーツ：プログラマー、活動家（* 1986年）
- 1月14日 - コンラッド・ベイン：俳優（* 1923年）
- 1月19日 - スタン・ミュージアル：野球選手 (外野手)、アメリカ野球殿堂、通算3630安打・475本塁打（* 1920年）
- 1月19日 - アール・ウィーバー：野球監督、アメリカ野球殿堂（* 1930年）
- 1月21日 - ジェイク・マクニース：軍人（* 1919年）

### 2月

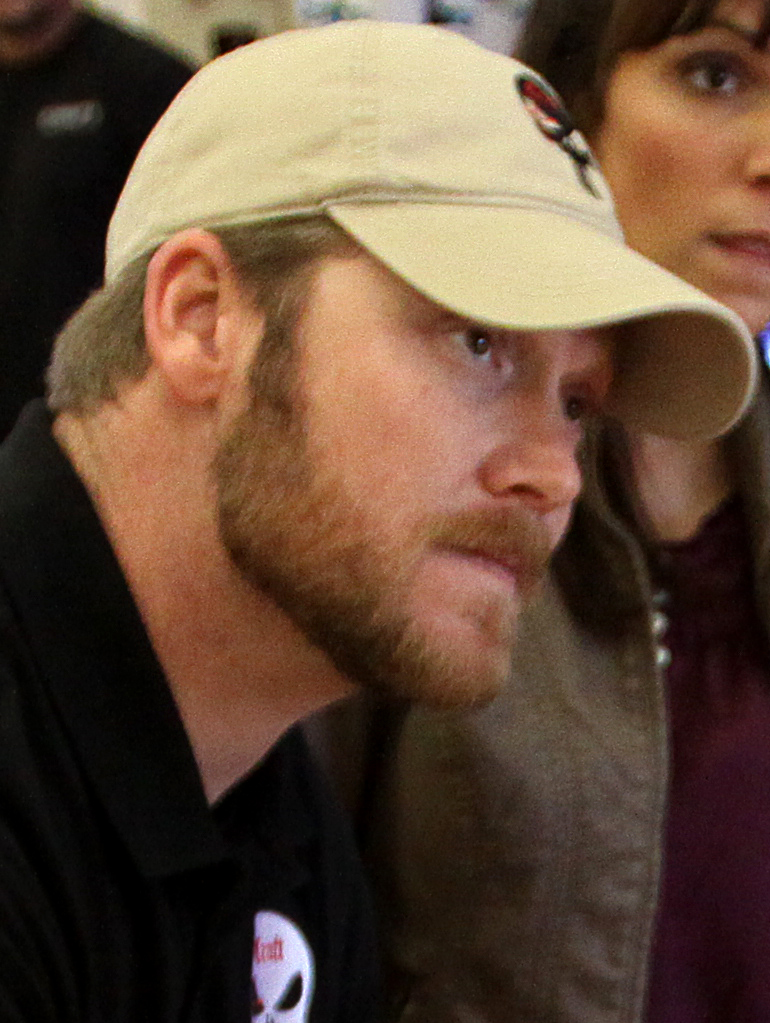
クリス・カイル

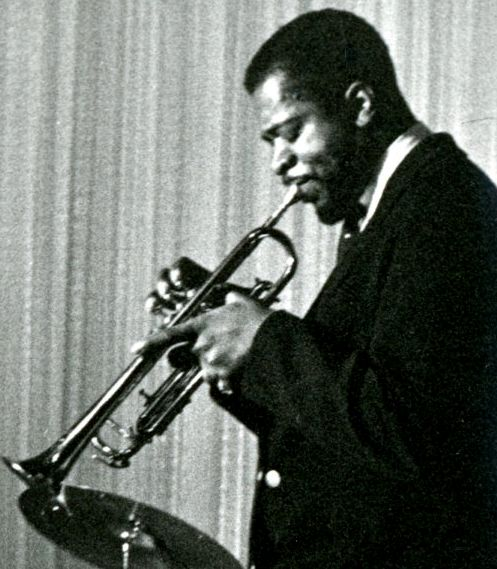
ドナルド・バード

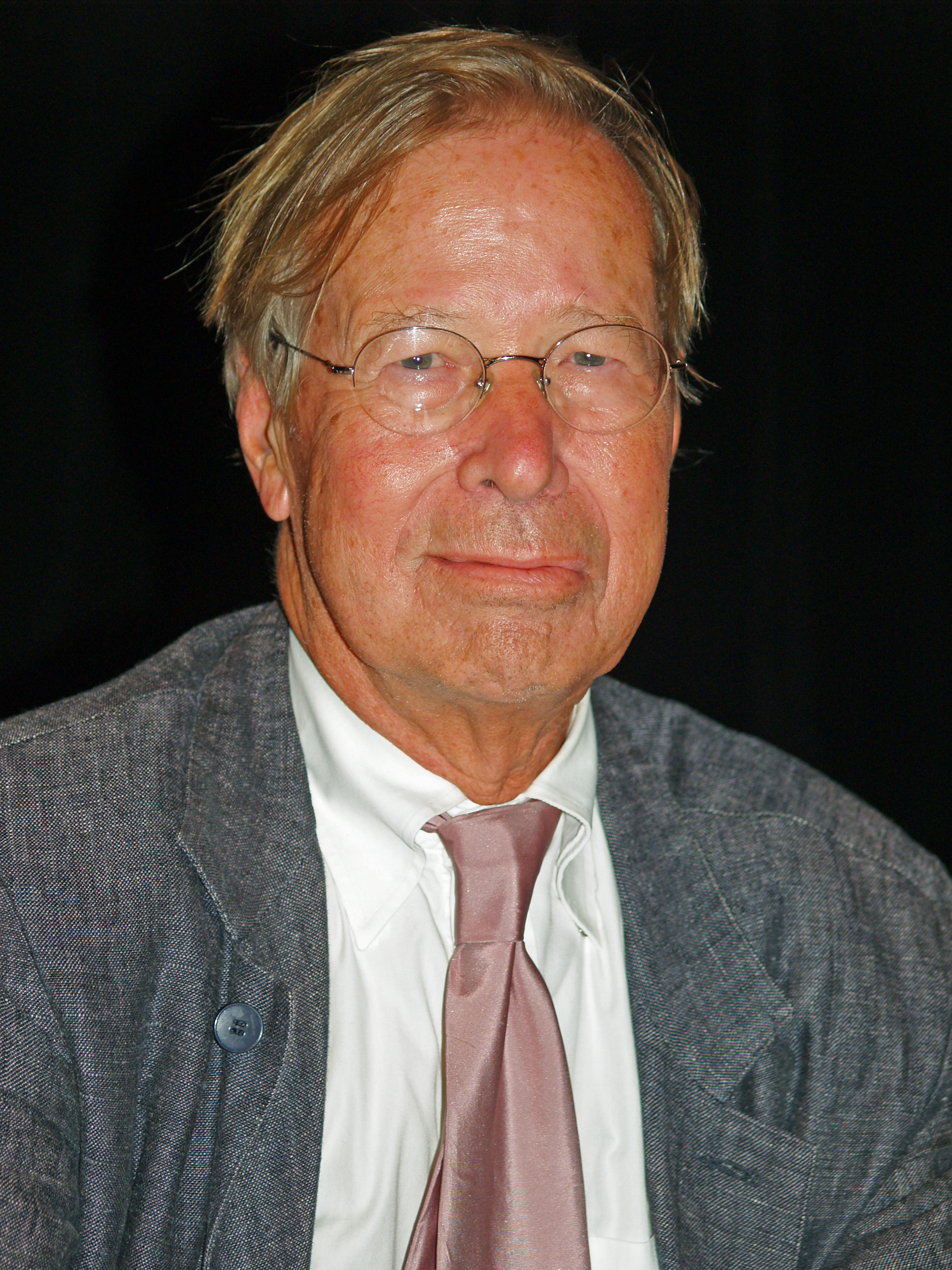
ロナルド・ドウォーキン

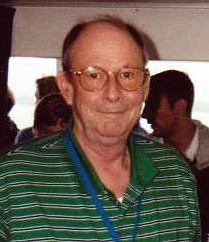
ロバート・リチャードソン

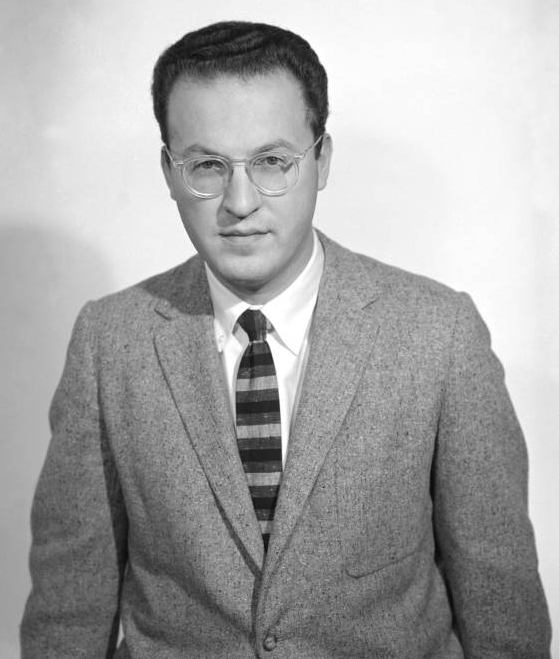
ドナルド・グレーザー

- 2月1日 - エド・コッチ：政治家 (民主党)、下院議員（* 1924年）
- 2月2日 - ジョン・カー：俳優（* 1931年）
- 2月2日 - クリス・カイル：軍人、狙撃手（* 1974年）
- 2月4日 - ドナルド・バード：ジャズトランペット奏者（* 1932年）
- 2月14日 - ロナルド・ドウォーキン：法哲学者（* 1931年）
- 2月17日 - ミンディ・マクリーディ：カントリーミュージック歌手（* 1975年）
- 2月18日 - ジェリー・バス：NBA・ロサンゼルス・レイカーズオーナー、バスケットボール殿堂（* 1933年）
- 2月19日 - アルメン・アルキアン：経済学者（* 1914年）
- 2月19日 - ジェーン・クーク・ライト：外科医（* 1919年）
- 2月19日 - ドナルド・リチー：映画監督（* 1924年）
- 2月19日 - ロバート・リチャードソン：物理学者、1996年にノーベル物理学賞受賞（* 1937年）
- 2月22日 - クロード・モントゥー：指揮者、フルート奏者（* 1920年）
- 2月27日 - デール・ロバートソン（英語版）：俳優（* 1923年）
- 2月27日 - ヴァン・クライバーン：ピアニスト（* 1934年）
- 2月28日 - ドナルド・グレーザー：物理学者、1960年にノーベル物理学賞受賞（* 1926年）

### 3月

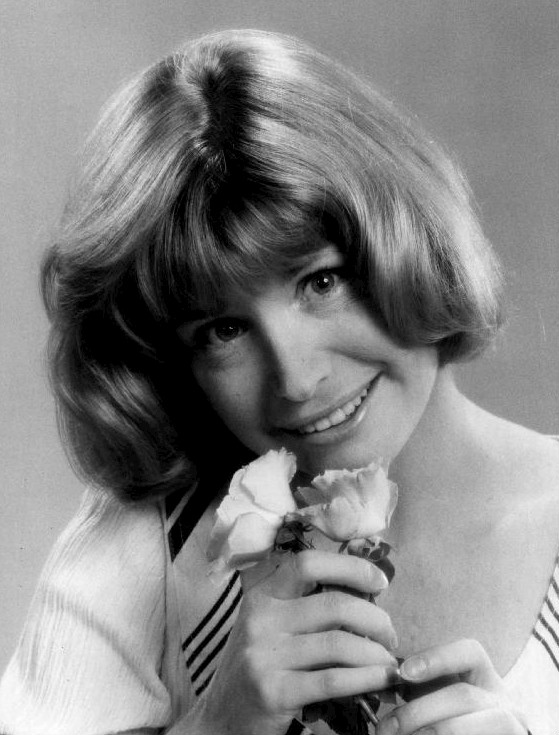
ボニー・フランクリン

- 3月1日 - ボニー・フランクリン：女優（* 1944年）
- 3月5日 - ポール・ベアラー：プロレスリング・マネージャー、没後の2014年にWWE殿堂（* 1954年）
- 3月13日 - マラチ・スローン（英語版）：俳優（* 1928年）
- 3月19日 - ハリー・リームス：ポルノ男優（* 1947年）
- 3月21日 - エルシー・トンプソン：スーパーセンテナリアン（* 1899年）
- 3月23日 - バージル・トラックス（英語版）：野球選手 (投手)、MLBオールスターゲーム2回選出、通算177勝・1534奪三振（* 1917年）
- 3月24日 - ディーク・リチャーズ：音楽プロデューサー（* 1944年）
- 3月28日 - ガス・トリアンドス（英語版）：野球選手 (捕手)、MLB通算954安打・167本塁打（* 1930年）
- 3月28日 - ヒュー・マクラッケン：ギタリスト（* 1942年）
- 3月29日 - リード・フレアー：プロレスラー（* 1988年）
- 3月30日 - ボブ・ターリー：野球選手 (投手)、MLB通算101勝（* 1930年）
- 3月30日 - フィル・ラモーン：音楽プロデューサー（* 1934年）

### 4月

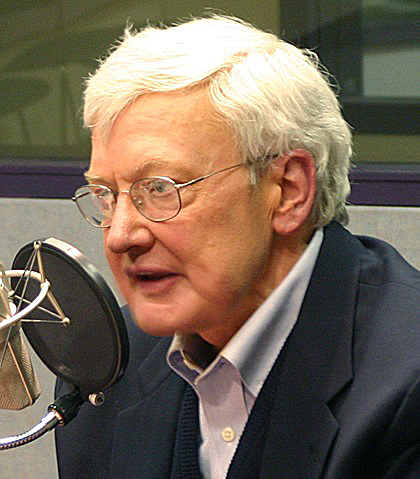
ロジャー・イーバート

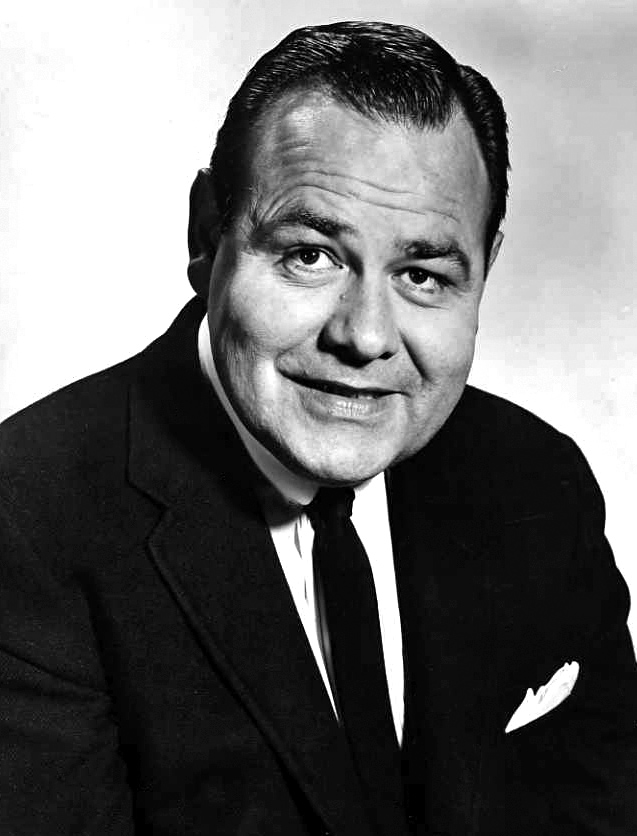
ジョナサン・ウィンタース

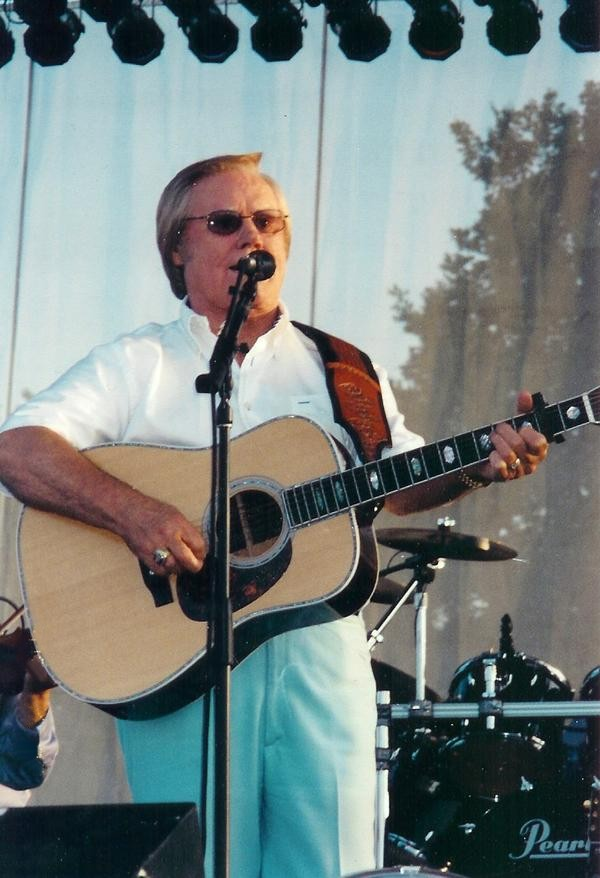
ジョージ・ジョーンズ

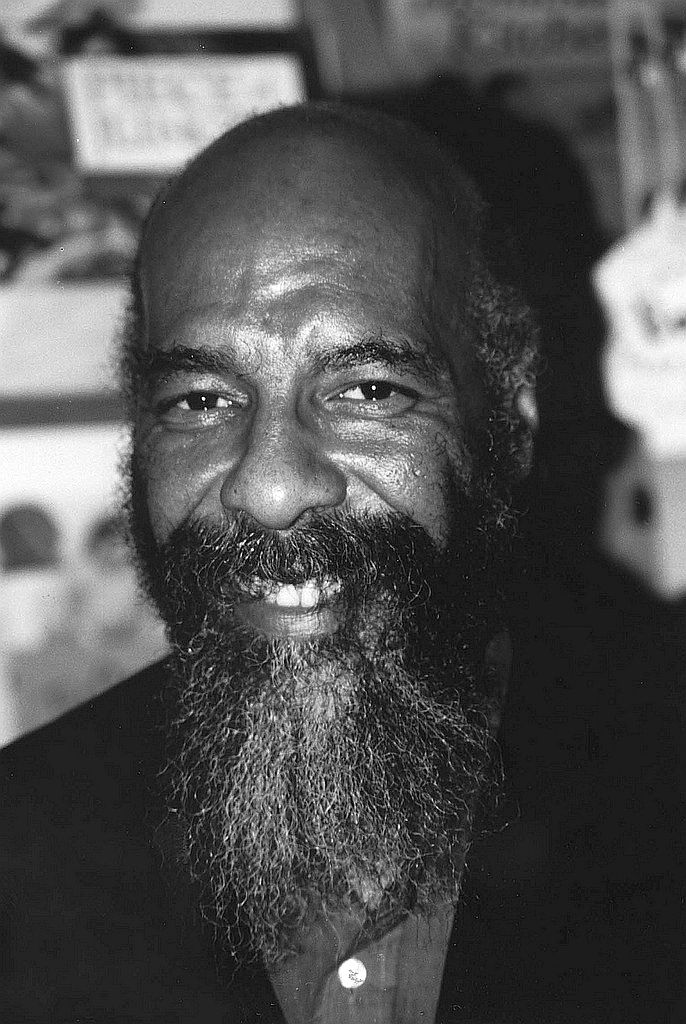
リッチー・ヘブンス

- 4月4日 - ロジャー・イーバート：映画評論家、テレビ司会者、作家（* 1942年）
- 4月8日 - アネット・ファニセロ：歌手、女優（* 1942年）
- 4月11日 - ジョナサン・ウィンタース：俳優、コメディアン（* 1925年）
- 4月19日 - アラン・アーバス（英語版）：俳優、写真家（* 1918年）
- 4月22日 - リッチー・ヘブンス：シンガーソングライター、ギタリスト（* 1941年）
- 4月26日 - ジョージ・ジョーンズ：カントリー・ミュージック歌手（* 1931年）
- 4月25日 - バージニア・ギブソン（英語版）：ダンサー、女優（* 1925年）

### 5月

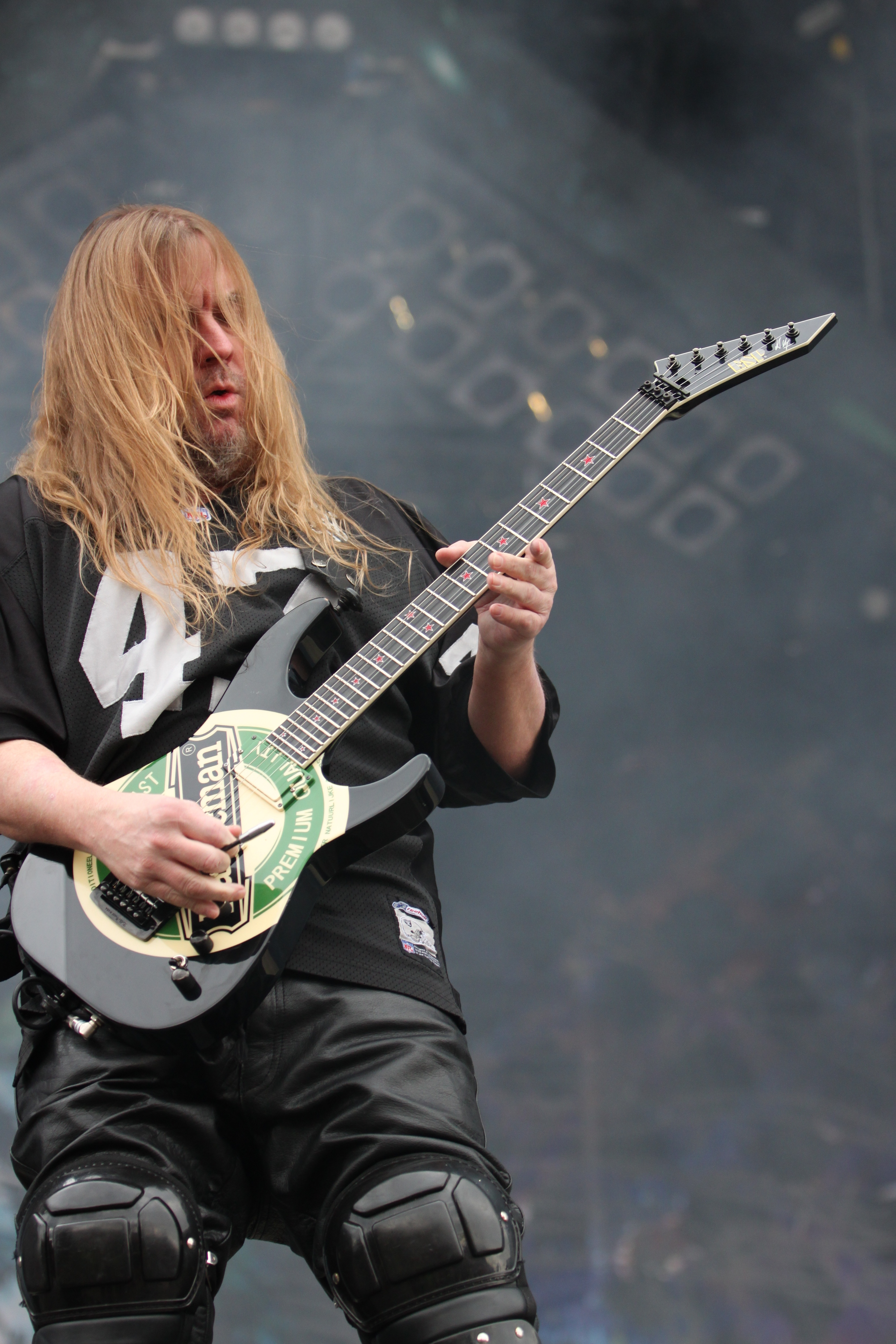
ジェフ・ハンネマン

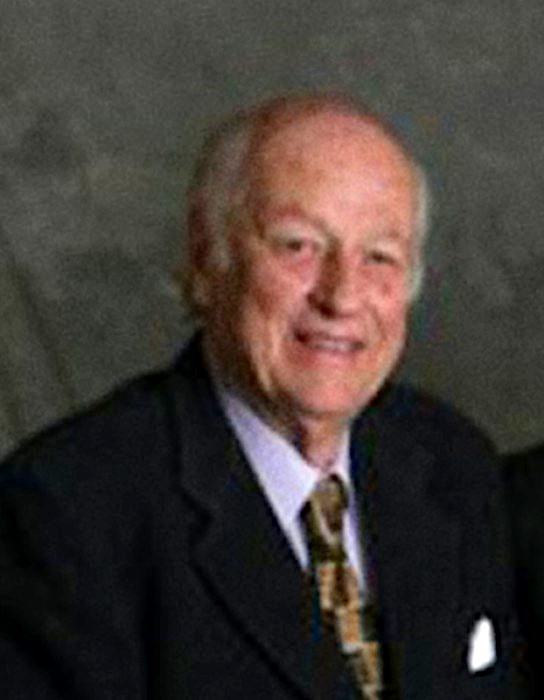
レイ・ハリーハウゼン

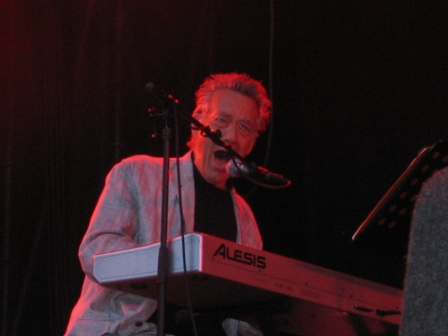
レイ・マンザレク

- 5月2日 - ジェフ・ハンネマン：ギタリスト (スレイヤー)（* 1964年）
- 5月7日 - レイ・ハリーハウゼン：特撮映画監督（* 1920年）
- 5月8日 - ジーン・クーパー：女優（* 1928年）
- 5月12日 - ケネス・ウォルツ：国際政治学者（* 1924年）
- 5月13日 - ジョイス・ブラザーズ（英語版）：心理学者、テレビタレント、作家（* 1927年）
- 5月17日 - ケン・ベンチュリ（英語版）：ゴルファー、世界ゴルフ殿堂（* 1931年）
- 5月17日 - アラン・オデイ：シンガーソングライター（* 1940年）
- 5月18日 - スティーヴ・フォレスト：俳優（* 1925年）
- 5月20日 - レイ・マンザレク：オルガニスト (ドアーズ)（* 1939年）
- 5月23日 - フリン・ロビンソン：バスケットボール選手 (PG/SG)、NBA通算7577得点（* 1941年）
- 5月26日 - ジャック・ヴァンス：小説家（* 1916年）
- 5月31日 - ジーン・ステイプルトン：女優（* 1923年）

### 6月

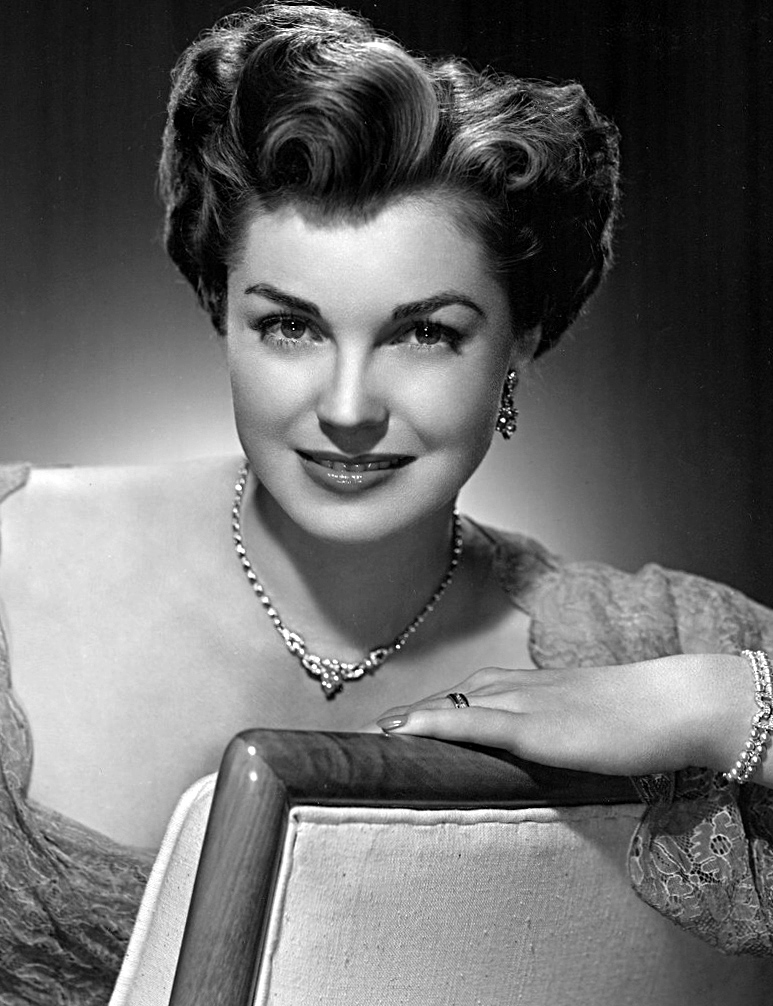
エスター・ウィリアムズ

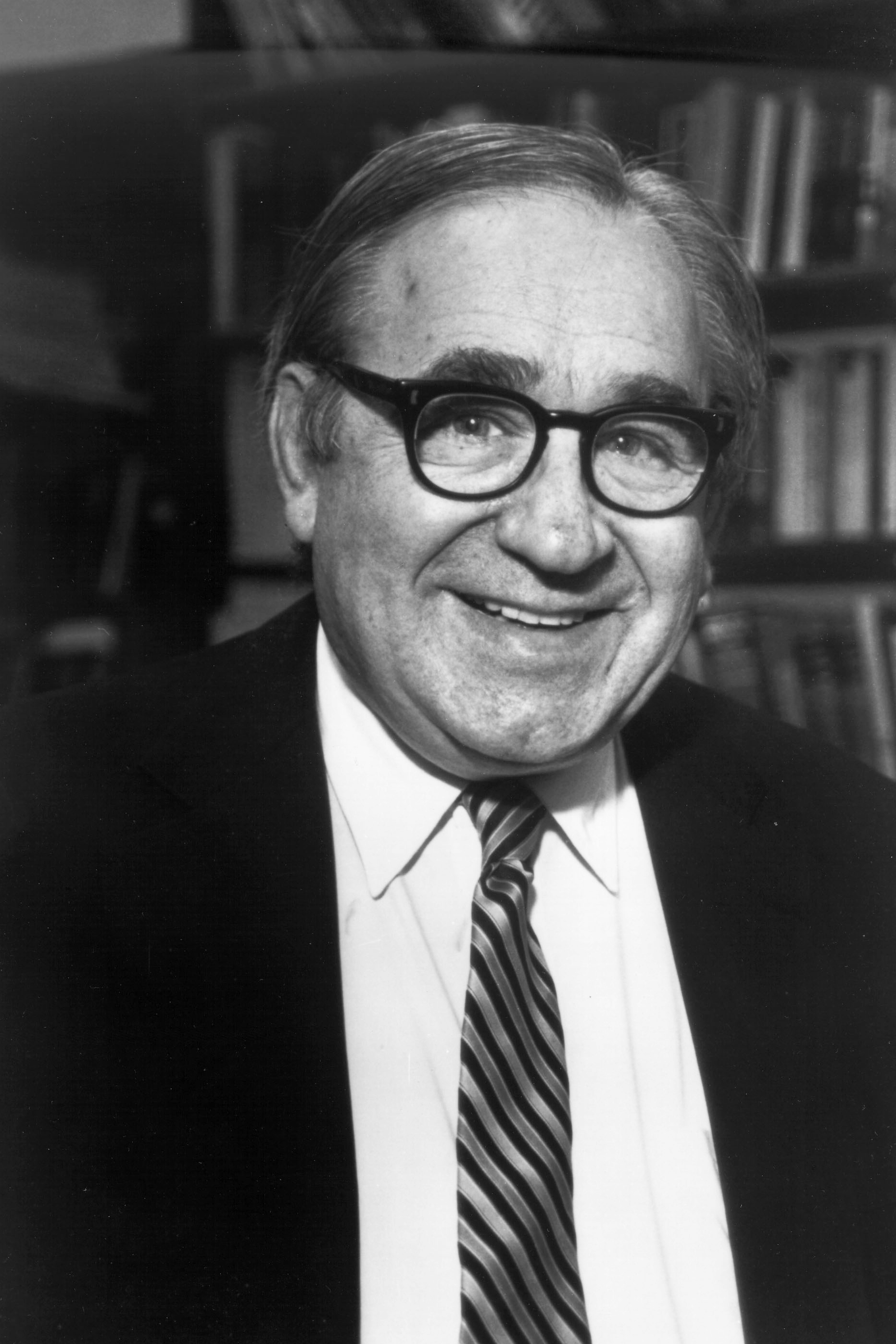
ロバート・フォーゲル

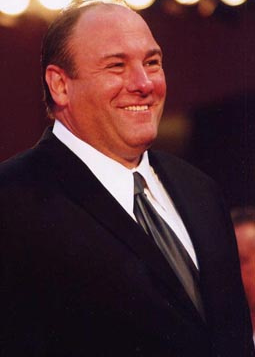
ジェームズ・ガンドルフィーニ

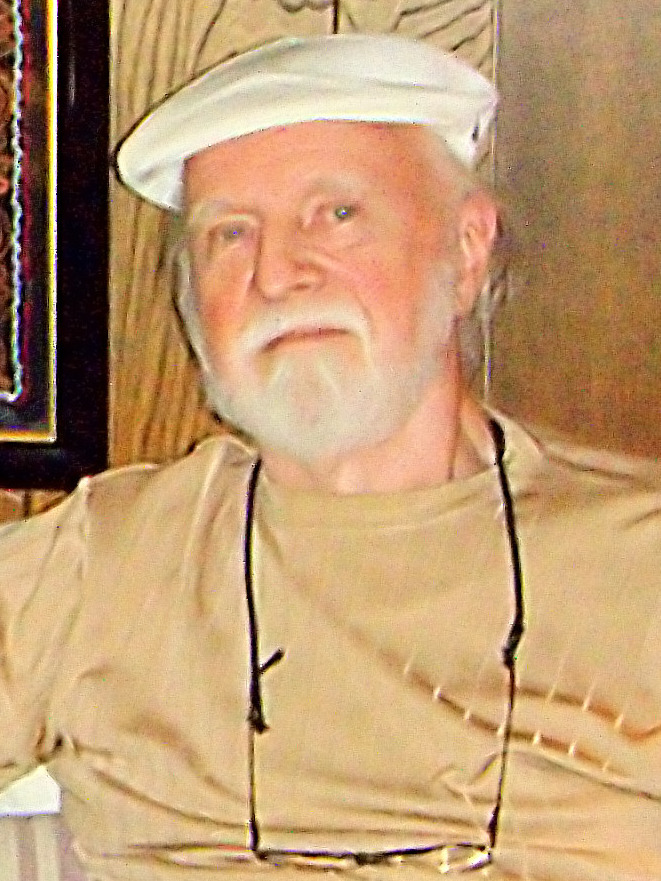
リチャード・マシスン

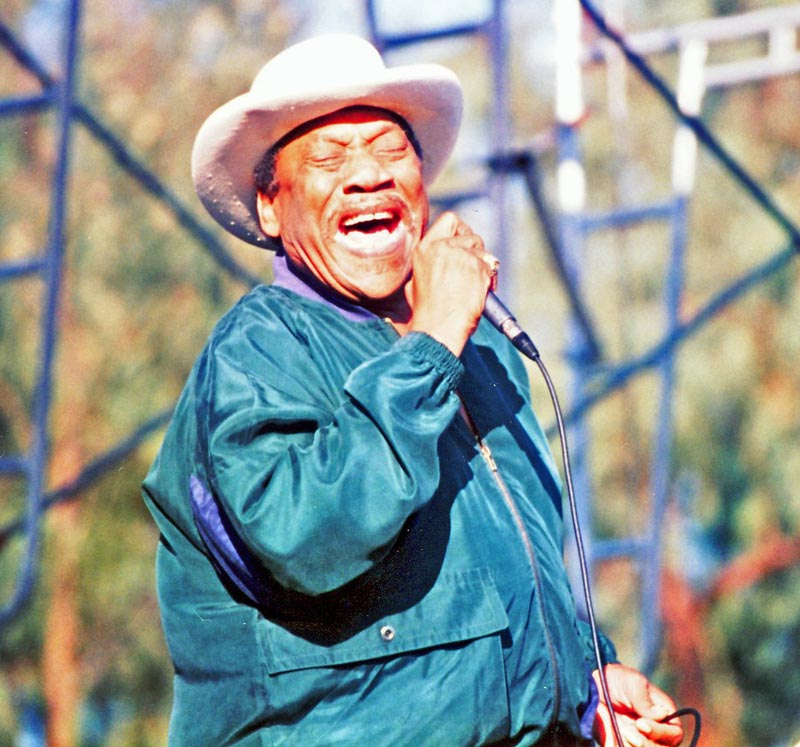
ボビー・ブランド

- 6月3日 - フランク・ローテンバーグ（英語版）：実業家、政治家 (民主党)、上院議員（* 1924年）
- 6月3日 - ディーコン・ジョーンズ：アメリカンフットボール選手 (DE)、プロフットボール殿堂（* 1938年）
- 6月6日 - エスター・ウィリアムズ：女優（* 1921年）
- 6月7日 - リチャード・ラミレス：連続殺人犯（* 1960年）
- 6月11日 - ロバート・フォーゲル：経済学者、1993年にノーベル経済学賞受賞（* 1926年）
- 6月19日 - ジェームズ・ガンドルフィーニ：俳優（* 1961年）
- 6月23日 - リチャード・マシスン：小説家（* 1926年）
- 6月23日 - ボビー・ブランド：ブルース歌手、ロックの殿堂、グラミー生涯業績賞（* 1930年）
- 6月24日 - ジャッキー・ファーゴ：プロレスラー（* 1928年）
- 6月28日 - マット・ボーン：プロレスラー（* 1957年）
- 6月29日 - ジム・ケリー：俳優、空手家（* 1946年）

### 7月

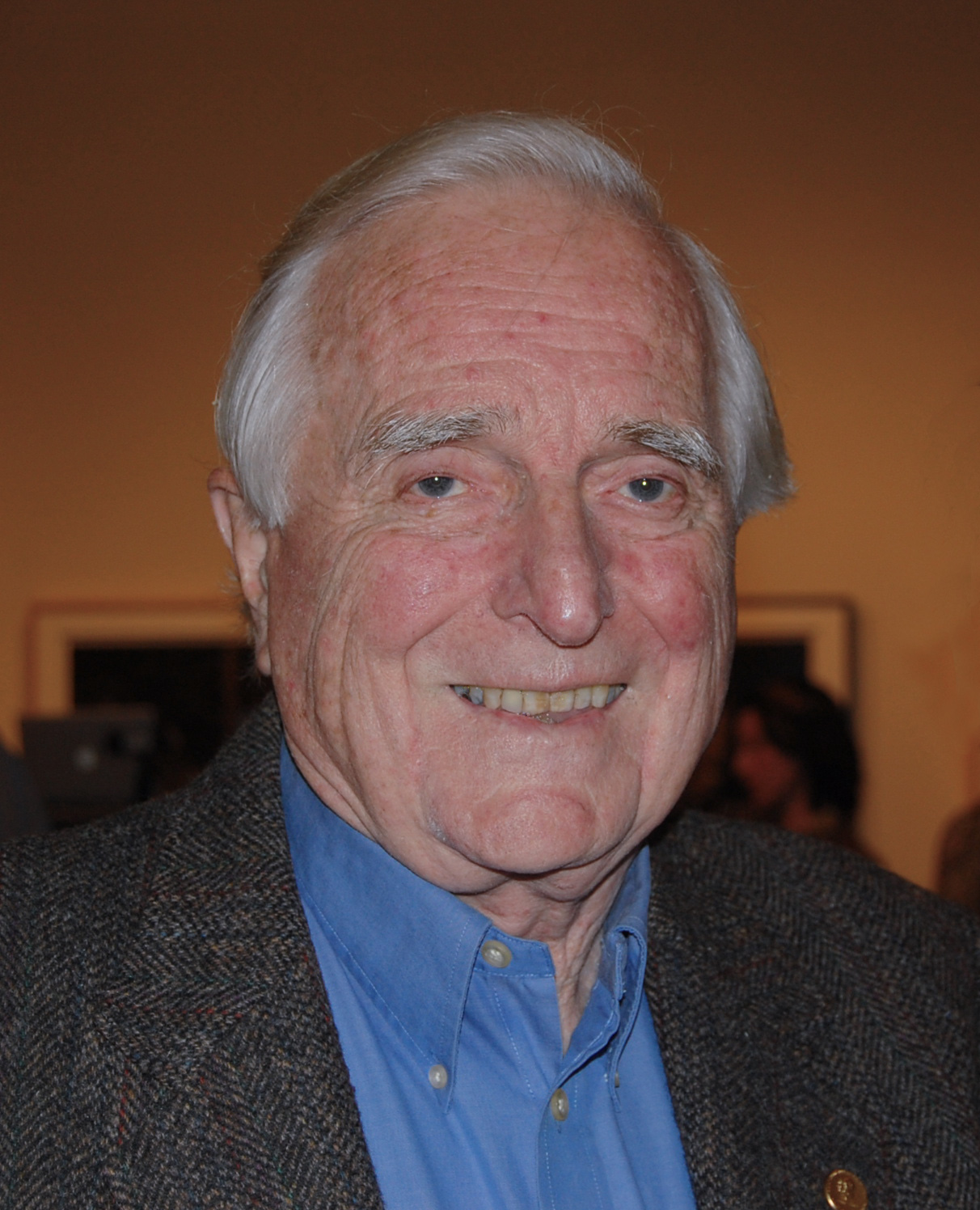
ダグラス・エンゲルバート

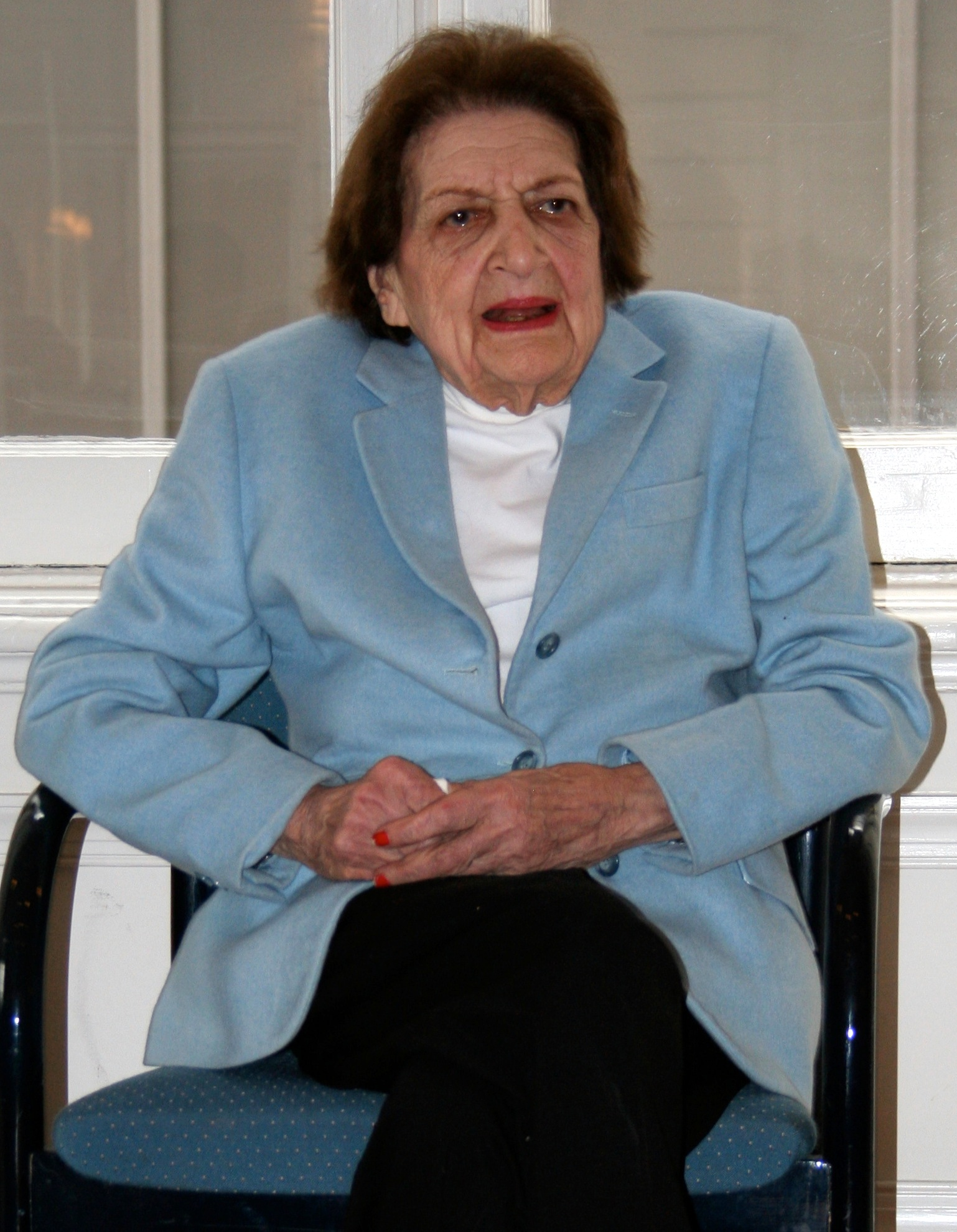
ヘレン・トーマス

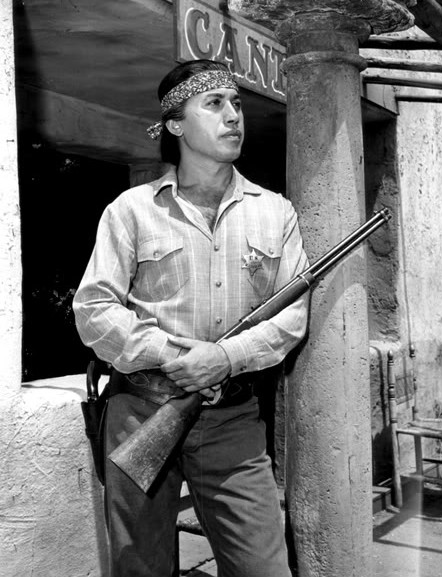
マイケル・アンサラ

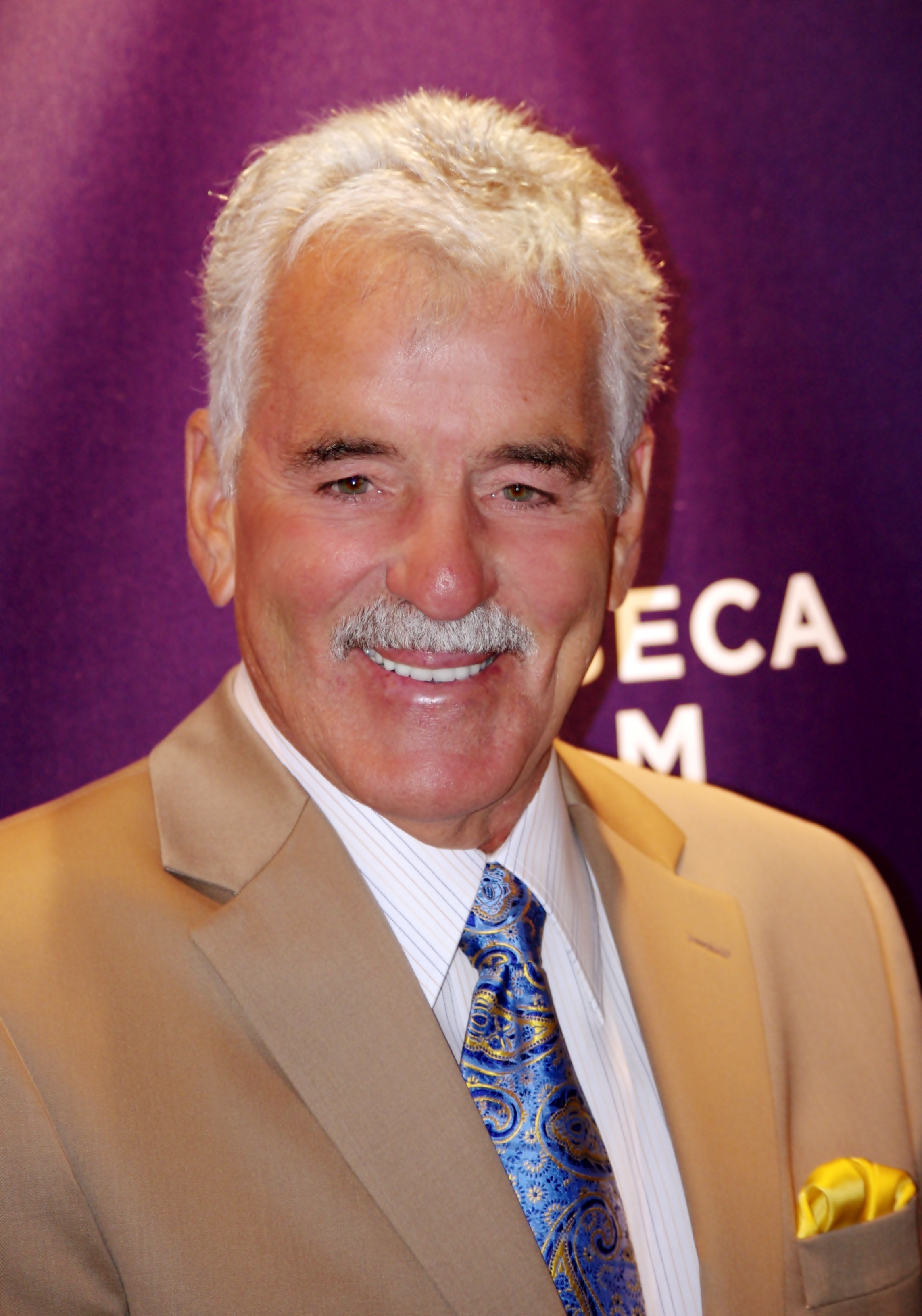
デニス・ファリーナ

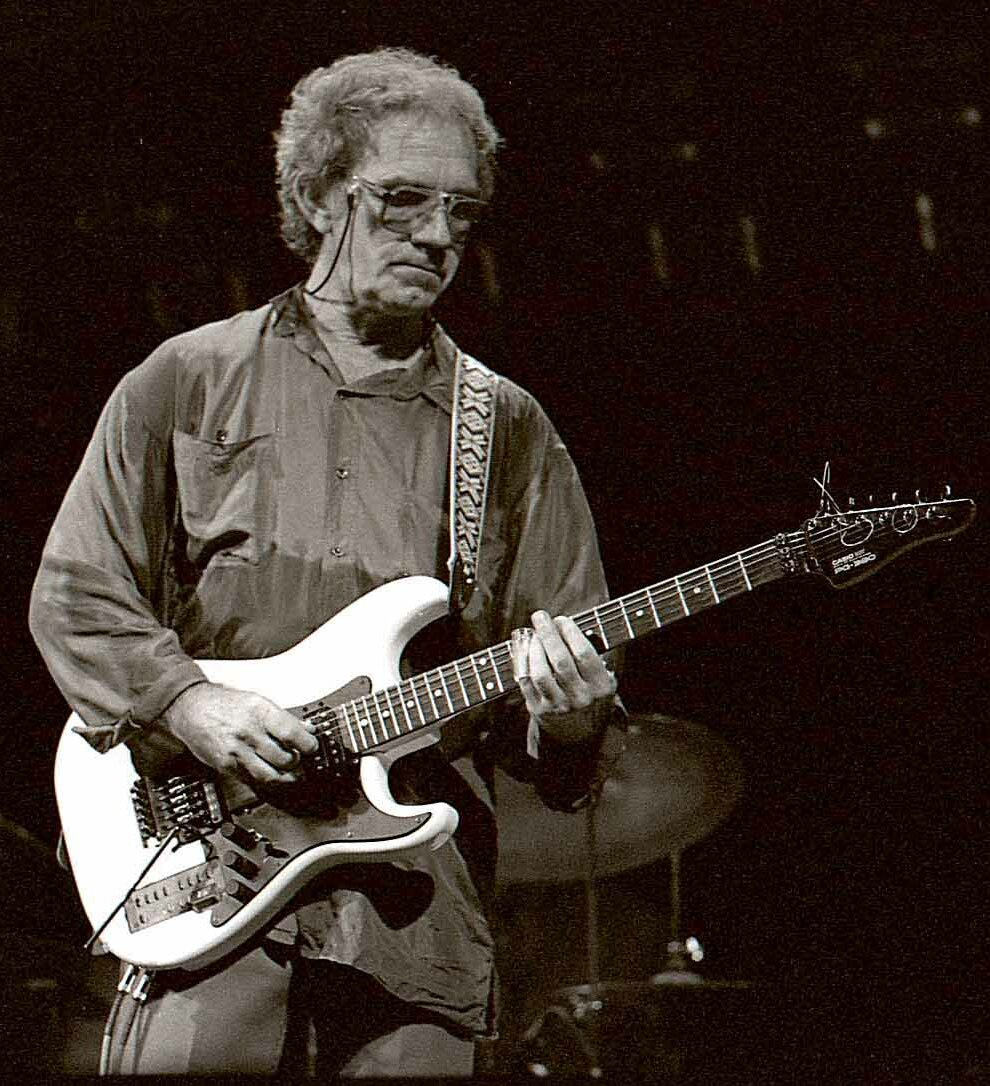
J・J・ケイル

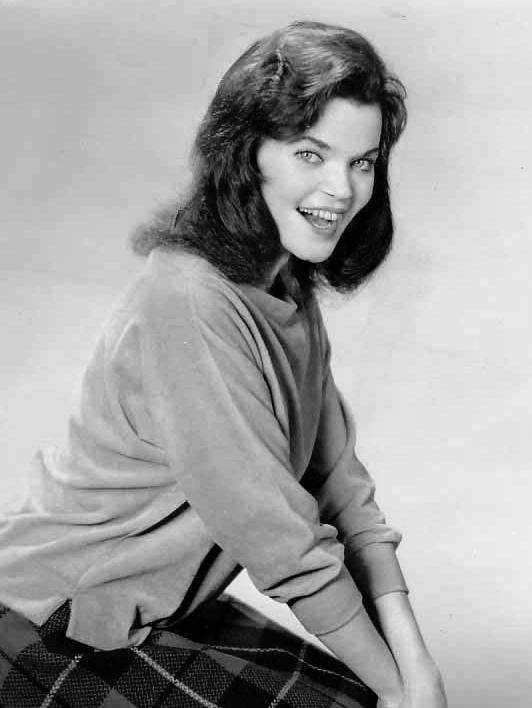
アイリーン・ブレナン

- 7月2日 - ダグラス・エンゲルバート：発明家（* 1925年）
- 7月7日 - ジョー・コンリー（英語版）：俳優（* 1928年）
- 7月12日 - アマー・G・ボーズ：実業家、音響機器メーカーBOSEの創業者（* 1929年）
- 7月20日 - ヘレン・トーマス：ジャーナリスト（* 1920年）
- 7月22日 - デニス・ファリーナ：俳優（* 1944年）
- 7月23日 - エミール・グリフィス：ボクサー（* 1938年）
- 7月25日 - ウォルター・デ・マリア：彫刻家、音楽家（* 1935年）
- 7月26日 - J・J・ケイル：シンガーソングライター（* 1938年）
- 7月28日 - アイリーン・ブレナン：女優（* 1932年）
- 7月28日 - ジョージ・スコット：野球選手 (一塁手)、MLB通算1992安打・271本塁打・1051打点（* 1944年）
- 7月28日 - フランク・カスティーヨ（英語版）：野球選手 (投手)、MLB通算82勝・1101奪三振（* 1969年）
- 7月28日 - ジョージ・スコット：野球選手 (一塁手)（* 1944年）
- 7月31日 - マイケル・アンサラ：俳優、声優（* 1922年）

### 8月

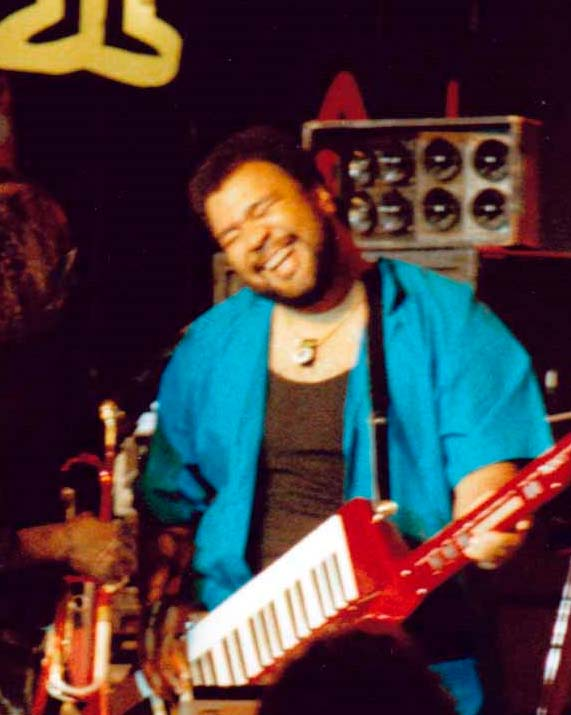
ジョージ・デューク

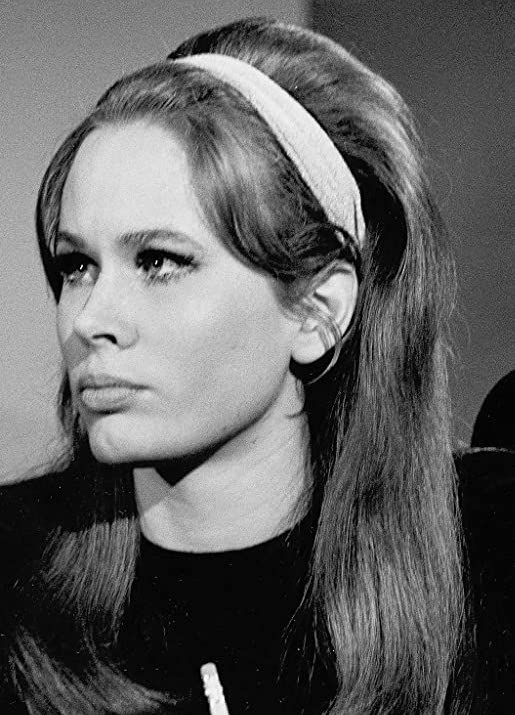
カレン・ブラック

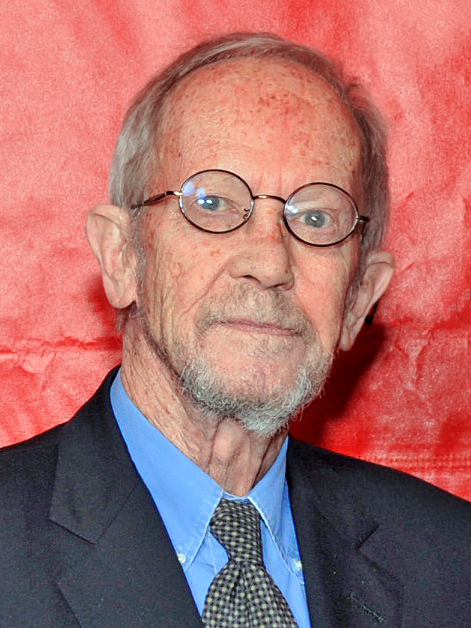
エルモア・レナード

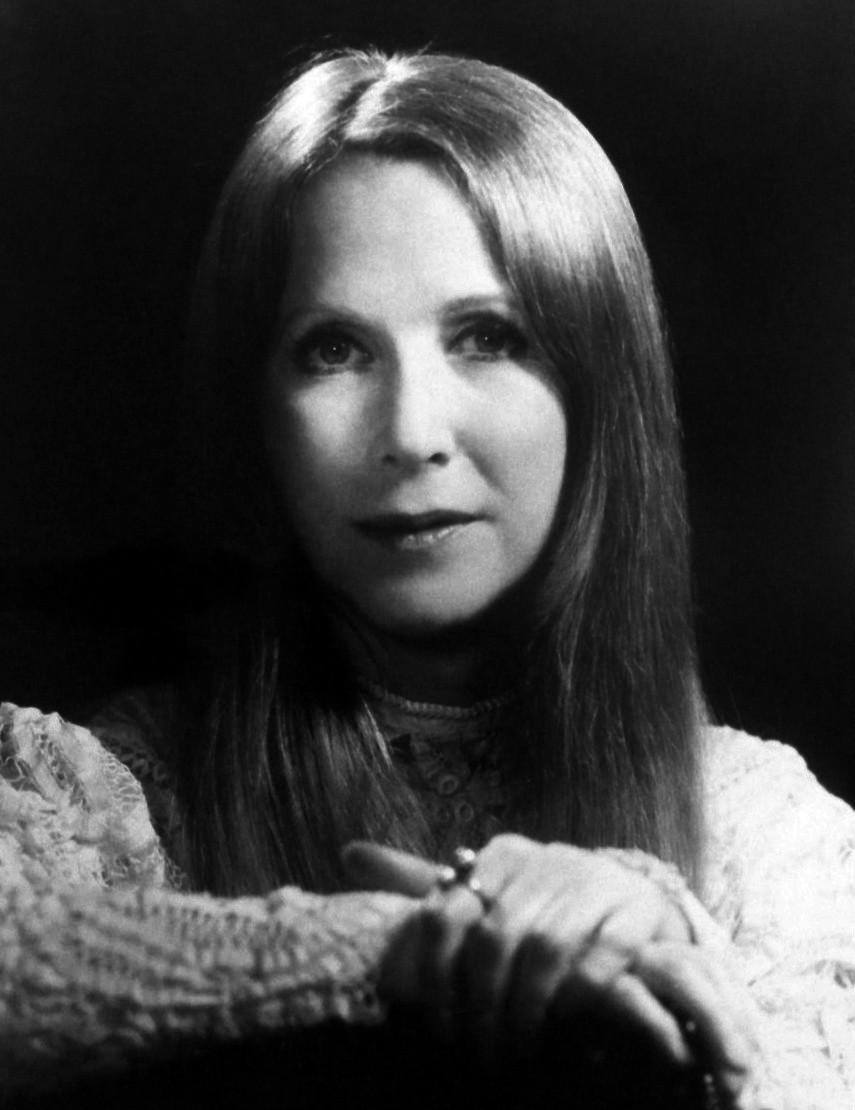
ジュリー・ハリス

- 8月1日 - ゲイル・コービー（英語版）：女優、テレビプロデューサー（* 1932年）
- 8月4日 - アート・ドノバン（英語版）：アメリカンフットボール選手 (DT)、プロフットボール殿堂（* 1924年）
- 8月5日 - ジョージ・デューク：ミュージシャン（* 1946年）
- 8月8日 - ジャック・クレメント（英語版）：シンガーソングライター（* 1931年）
- 8月8日 - カレン・ブラック：女優（* 1939年）
- 8月9日 - ジョニー・ローガン：野球選手 (遊撃手)、MLB通算1407安打（* 1926年）
- 8月10日 - イーディ・ゴーメ：歌手（* 1928年）
- 8月15日 - オーガスト・シェレンバーグ：（* 1936年）
- 8月15日 - リサ・ロビン・ケリー（英語版）：女優（* 1970年）
- 8月19日 - シダー・ウォルトン：ピアノ奏者、作曲家（* 1934年）
- 8月19日 - リー・トンプソン・ヤング：俳優（* 1984年）
- 8月20日 - エルモア・レナード：小説家、脚本家（* 1925年）
- 8月24日 - ジュリー・ハリス：女優（* 1925年）

### 9月

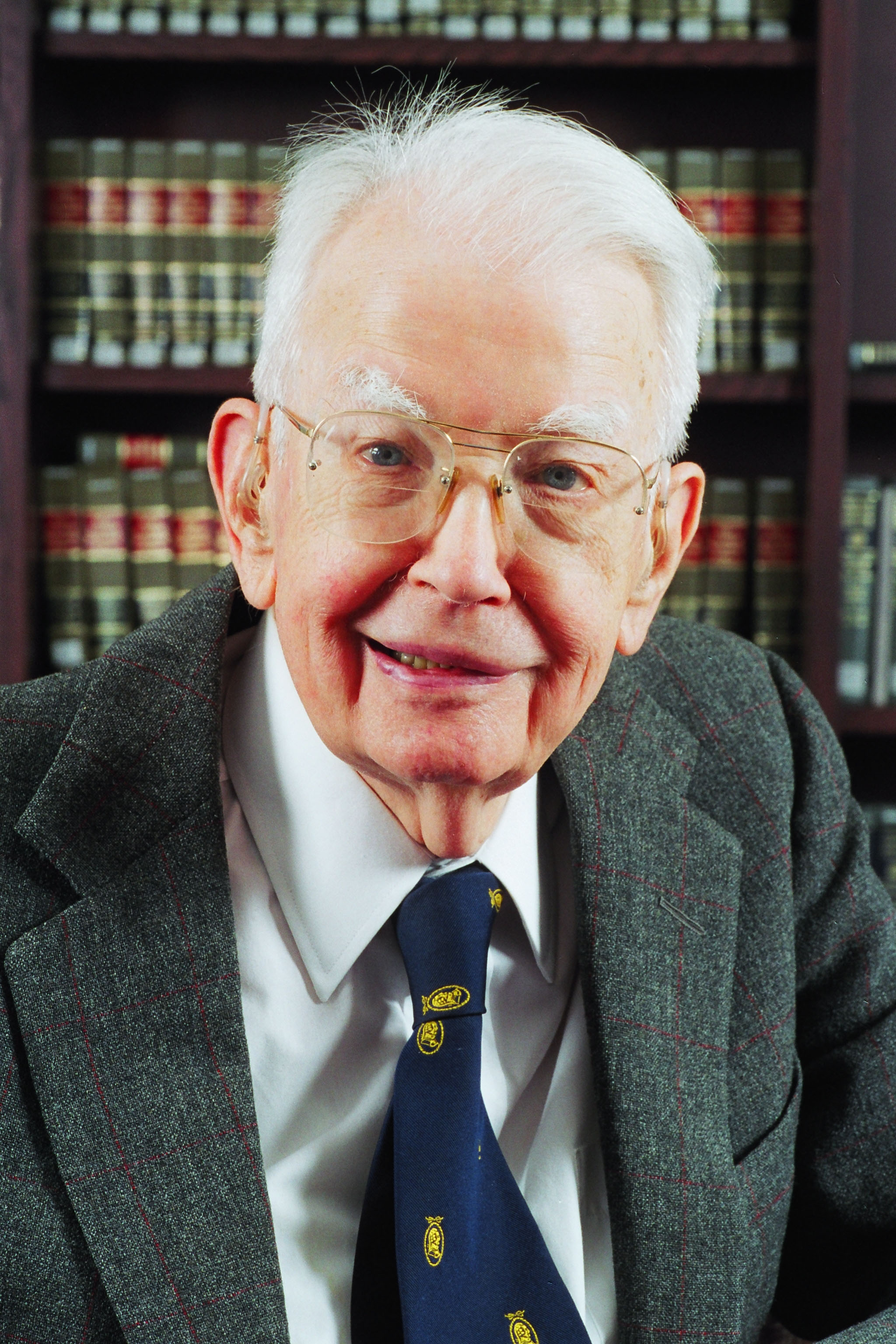
ロナルド・コース

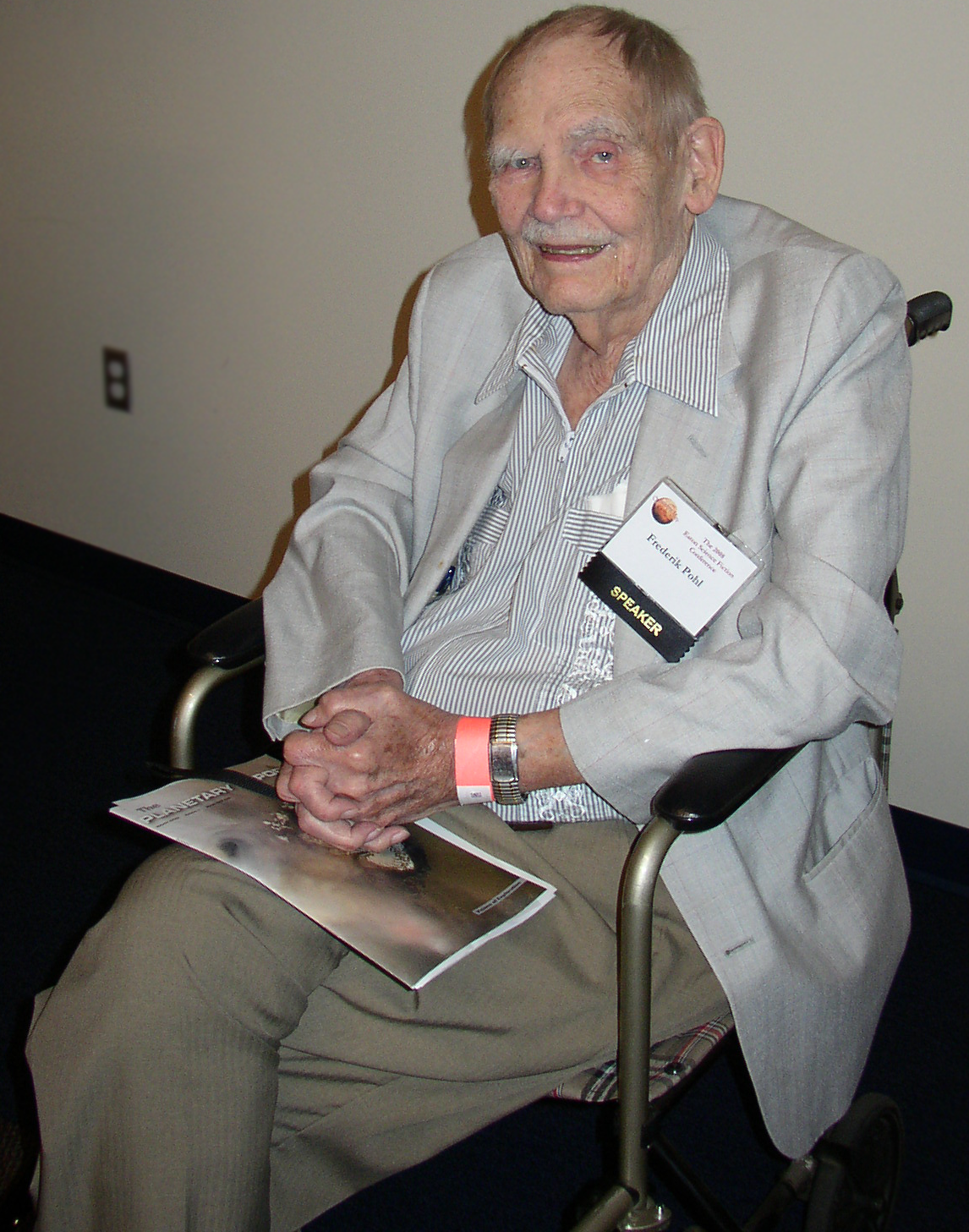
フレデリック・ポール

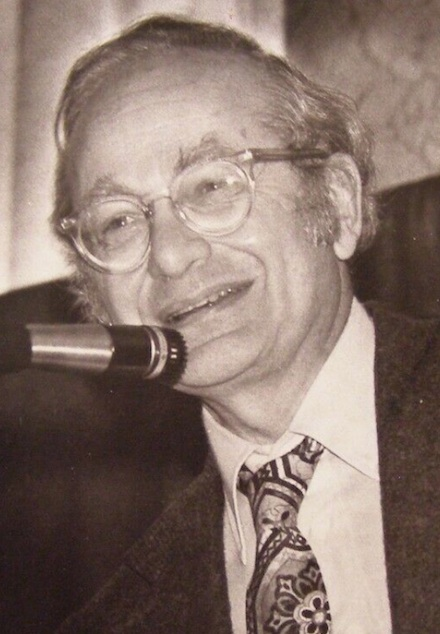
デイヴィッド・ヒューベル

- 9月1日 - トミー・モリソン：ボクサー (ヘビー級)（* 1969年）
- 9月2日 - ロナルド・コース：経済学者（* 1910年）
- 9月2日 - フレデリック・ポール：小説家（* 1919年）
- 9月9日 - パトリシア・ブレア（英語版）：女優（* 1933年）
- 9月11日 - マーシャル・バーマン（英語版）：哲学者（* 1940年）
- 9月12日 - レイ・ドルビー：電気工学者（* 1933年）
- 9月18日 - ケン・ノートン：ボクサー (ヘビー級)（* 1943年）
- 9月22日 - デイヴィッド・ヒューベル：神経生理学者（* 1926年）

### 10月

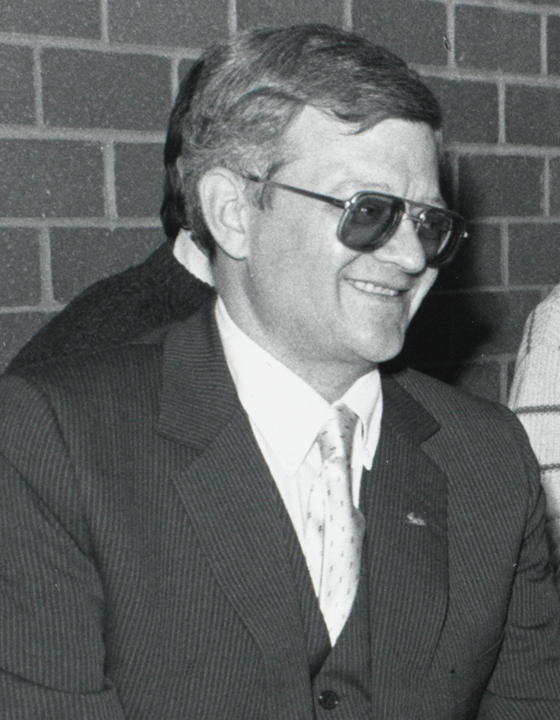
トム・クランシー

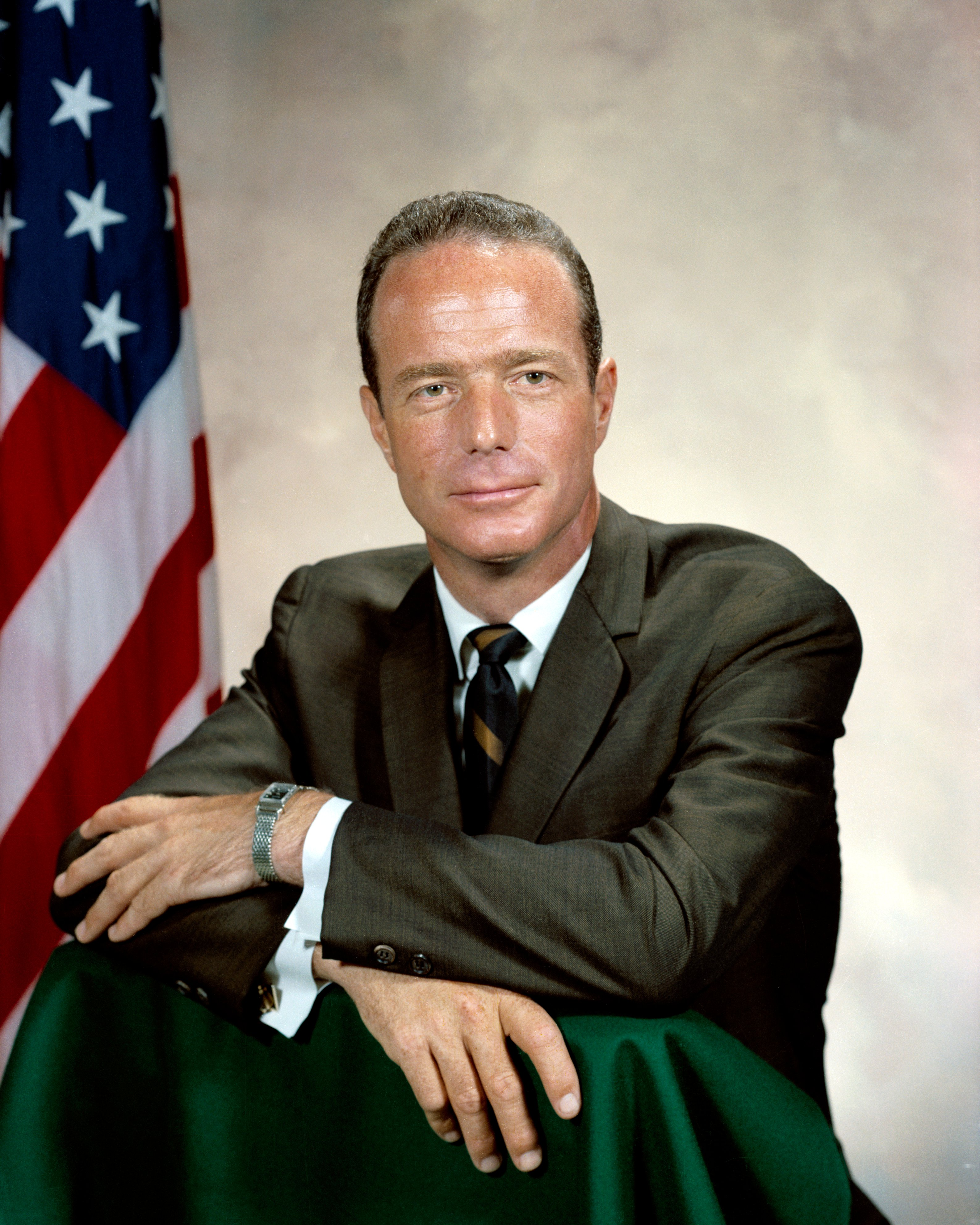
スコット・カーペンター

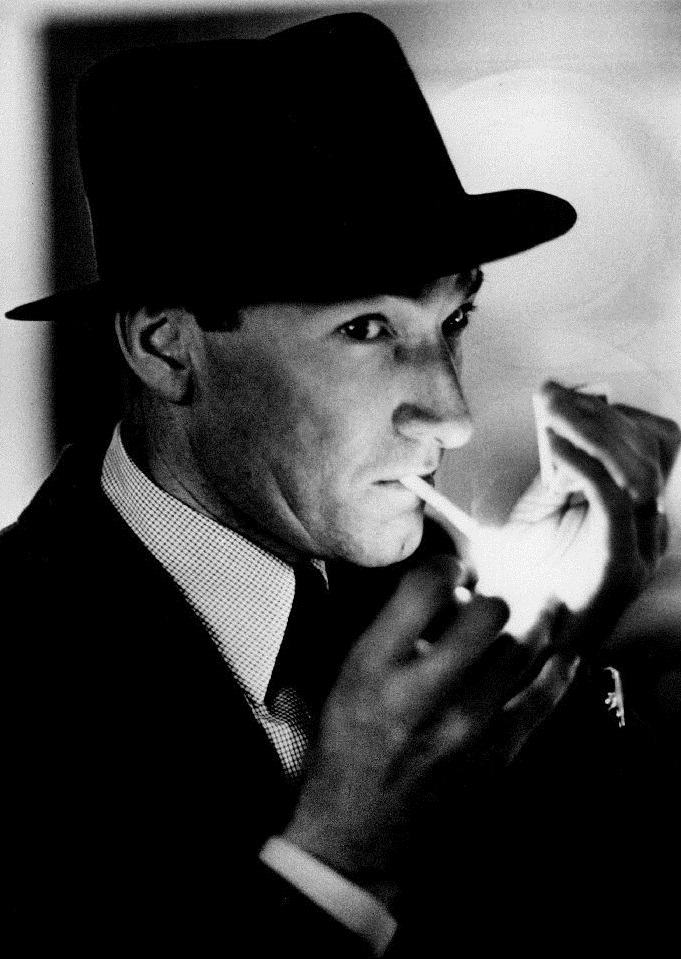
エド・ローター

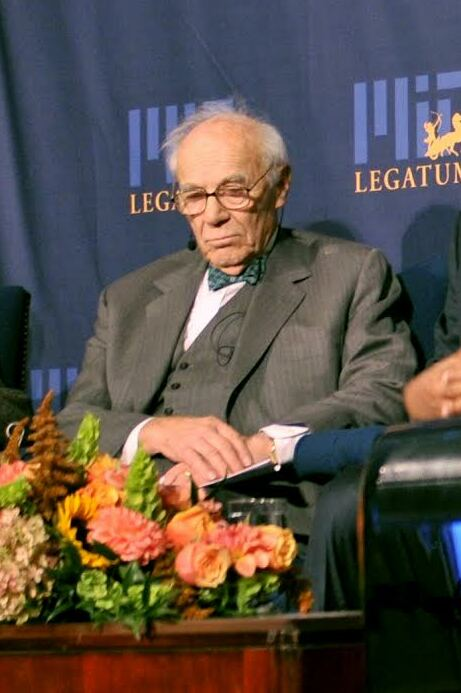
ローレンス・クライン

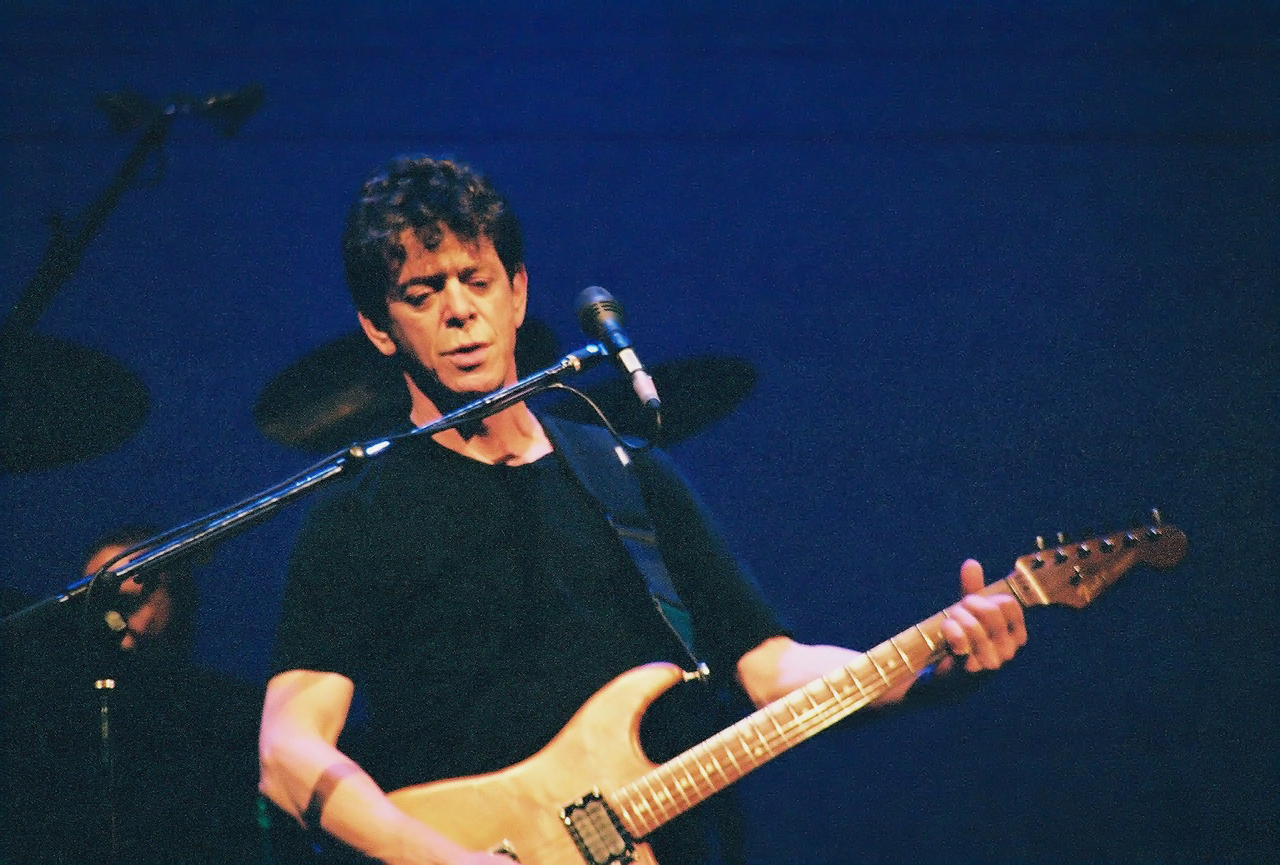
ルー・リード

- 10月1日 - トム・クランシー：小説家（* 1947年）
- 10月3日 - ボブ・チャンス：野球選手 (一塁手)（* 1940年）
- 10月8日 - アンディ・パフコ：野球選手 (外野手)、MLB通算1796安打・213本塁打・976打点（* 1921年）
- 10月10日 - スコット・カーペンター：宇宙飛行士（* 1925年）
- 10月16日 - エド・ローター：俳優（* 1938年）
- 10月20日 - ローレンス・クライン：経済学者、1980年にノーベル経済学賞受賞（* 1920年）
- 10月25日 - ハル・ニーダム：スタントマン、映画監督、2012年にアカデミー名誉賞（* 1931年）
- 10月25日 - マーシャ・ウォレス（英語版）：女優、コメディアン（* 1942年）
- 10月27日 - ルー・リード：ミュージシャン（* 1942年）

### 11月

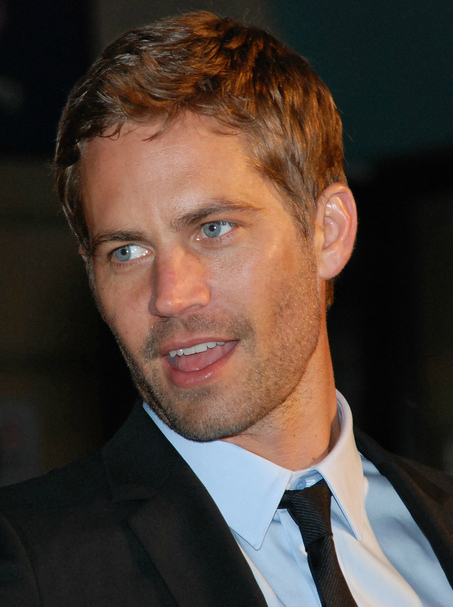
ポール・ウォーカー

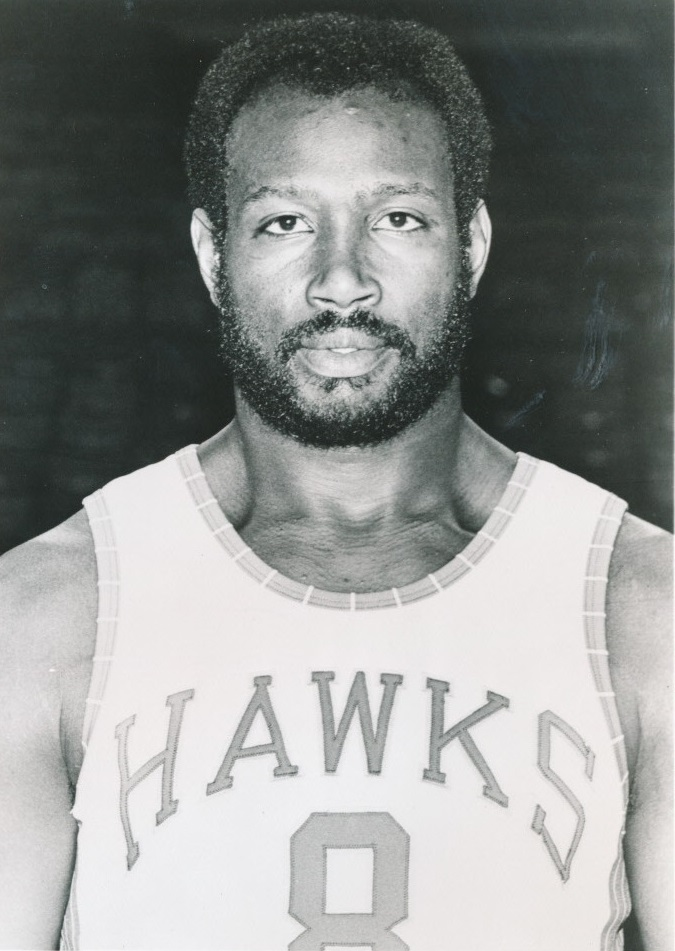
ウォルト・ベラミー

- 11月2日 - ウォルト・ベラミー：バスケットボール選手 (C)、バスケットボール殿堂（* 1939年）
- 11月13日 - トッド・クリステンセン（英語版）：アメリカンフットボール選手 (TE)（* 1956年）
- 11月20日 - ジョゼフ・フランクリン：連続殺人犯（* 1950年）
- 11月25日 - チコ・ハミルトン：ジャズドラマー（* 1921年）
- 11月26日 - ジェーン・キン（英語版）：女優（* 1923年）
- 11月26日 - トニー・ムサンテ：俳優（* 1936年）
- 11月30日 - ポール・ウォーカー：俳優（* 1973年）

### 12月

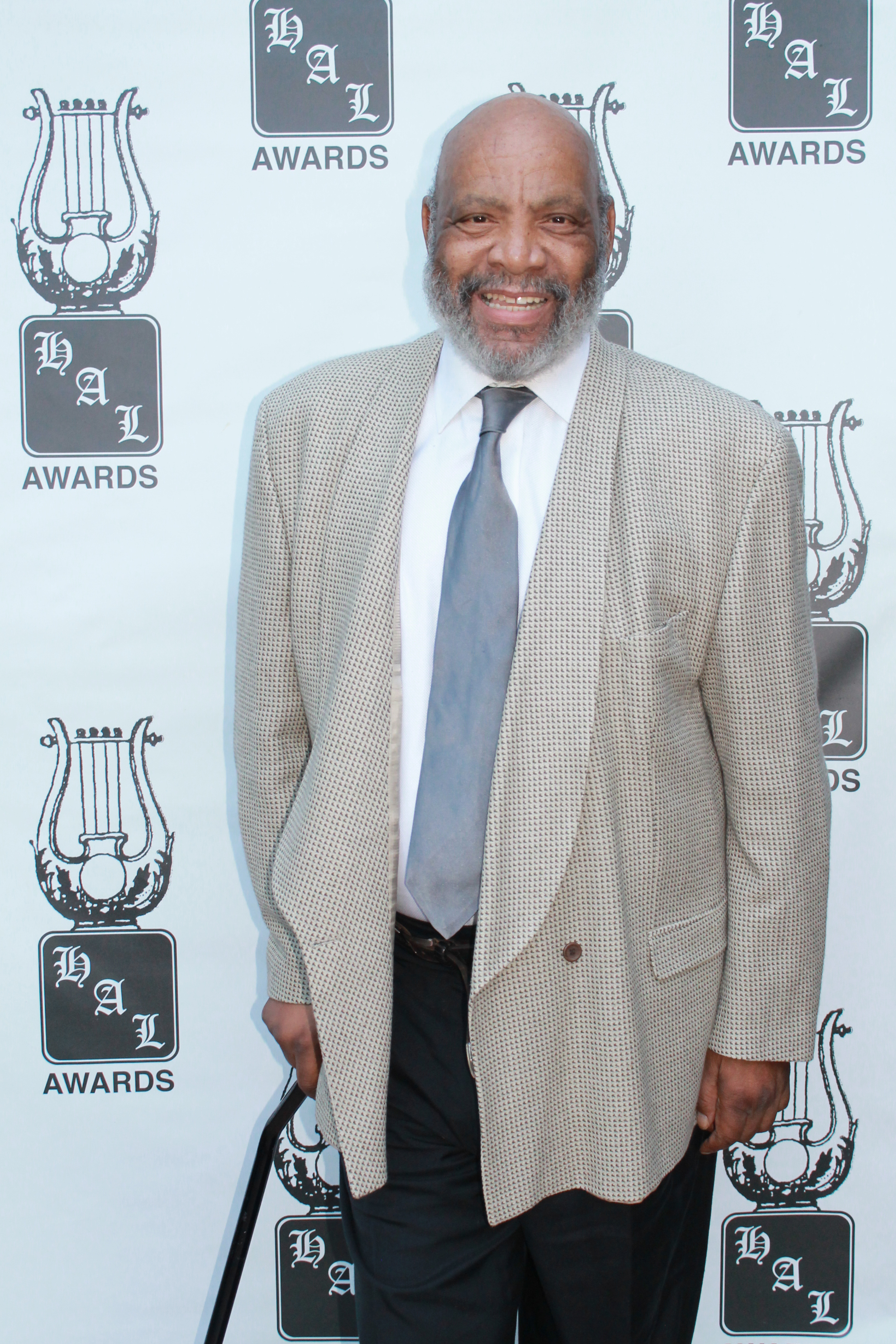
ジェームズ・アヴェリー

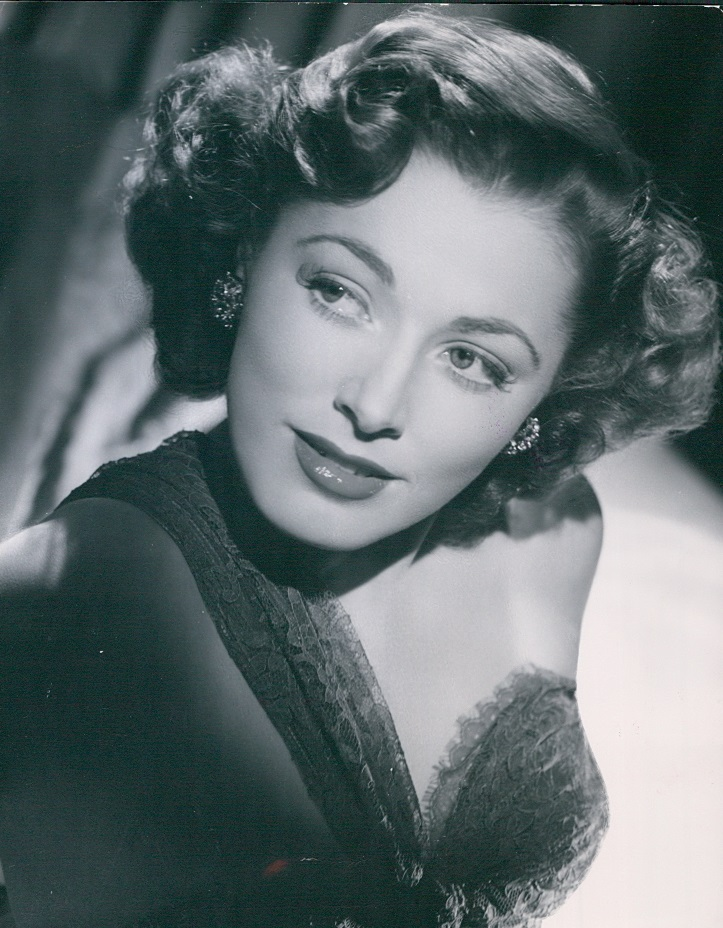
エリノア・パーカー

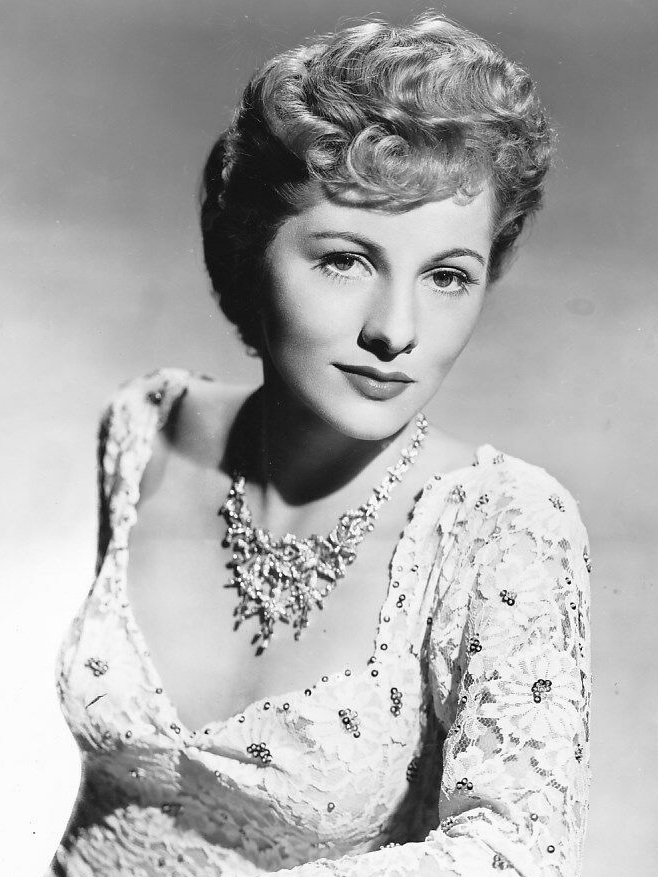
ジョーン・フォンテイン

- 12月8日 - ドン・ミッチェル：俳優（* 1943年）
- 12月9日 - エリノア・パーカー：女優（* 1922年）
- 12月10日 - ジム・ホール：ジャズ・ミュージシャン、ギタリスト（* 1930年）
- 12月12日 - オードリー・トッター（英語版）：女優（* 1917年）
- 12月12日 - トム・ローリン：俳優、映画監督（* 1931年）
- 12月15日 - ジョーン・フォンテイン：女優（* 1917年）
- 12月16日 - レイ・プライス（英語版）：歌手（* 1926年）
- 12月23日 - ユセフ・ラティーフ：ジャズ・ミュージシャン（* 1920年）
- 12月26日 - ポール・ブレア（英語版）：野球選手 (外野手)、MLB通算1513安打・134本塁打（* 1944年）
- 12月28日 - ジョセフ・ラスキン（英語版）：俳優（* 1924年）
- 12月31日 - ジェームズ・アヴェリー (俳優)：俳優（* 1945年）